# Historischer Festzug von 1880

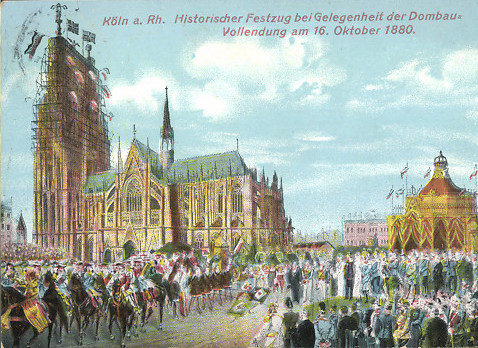
Historischer Festzug vor dem Kölner Dom, rechts das Zelt des Kaiserpaares, Postkarte nach Adolf Wallraf, 1880

Der Historische Festzug von 1880 war ein Festzug aus Anlass der Vollendung des Kölner Domes. Er fand am 16. Oktober 1880, dem zweiten Tag des Dombaufestes, zu Ehren und in Anwesenheit Kaiser Wilhelms I. und zahlreicher weiterer Fürsten statt.
Der Kölner Dom und seine Baugeschichte stellten für den Festzug den thematischen Rahmen, wobei die erste Bauphase nur knapp dargestellt wurde. Die Abfolge der Gruppen und Festwagen führte von der Zeit des Hochmittelalters mit der Grundsteinlegung des Doms im Jahr 1248 über verschiedene Stationen der Kölner Stadtgeschichte bis zur Domvollendung und zur deutschen Einheit. Der Festzug endete mit einer Darstellung der Germania als patriotischem Symbol und dem Vorbeimarsch militärischer Einheiten Preußens und anderer deutscher Staaten in ihren Paradeuniformen.
Wie schon bei den Feiern zur Grundsteinlegung für den Weiterbau des Kölner Domes im Jahr 1842 wurde der Dom weniger als Kirchenbau denn als Denkmal der deutschen Einheit aufgefasst. Der Kulturkampf und die Flucht des Kölner Erzbischofs ins Ausland hatten zur Folge, dass die katholische Kirche bei den Feierlichkeiten zur Domvollendung weitgehend ausgeschlossen war. Für das Kölner Bürgertum bot der von ihm organisierte und finanzierte Festzug die Gelegenheit zur eindrucksvollen Darstellung seiner Bedeutung in Geschichte und Gegenwart.

## Historische Festzüge im 19. Jahrhundert

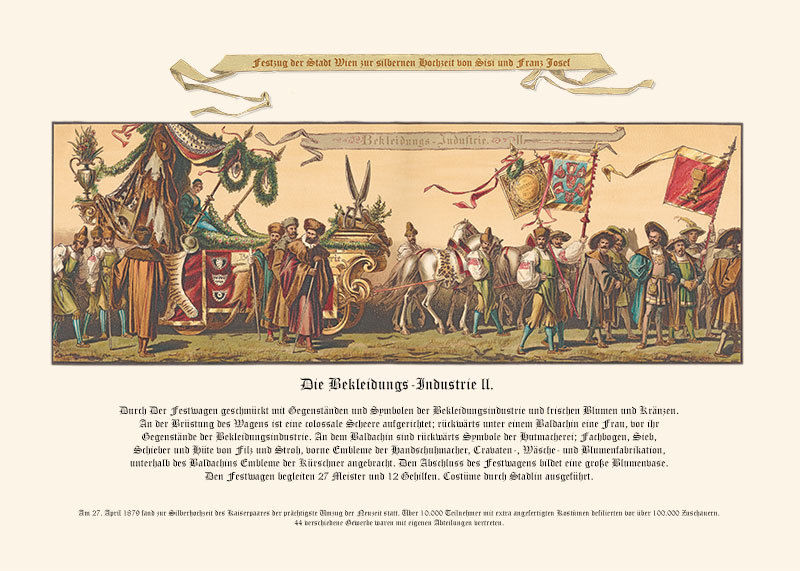
Wiener Festzug von 1879, Blatt der Lithografien-Serie von Eduard Stadlin

Ab dem frühen 19. Jahrhundert hat sich in Europa mit der Bildung der europäischen Nationalstaaten eine Kultur historischer Festzüge entwickelt. Ihr Ursprung liegt in den patriotischen Feiern und Umzügen der französischen Revolution, in kirchlichen Prozessionen, Festveranstaltungen der Höfe, Schützen- und Karnevalsumzügen. Ab den 1830er Jahren fanden zunächst in der Schweiz und in den Niederlanden „historische“ Festzüge statt, die das Streben nach nationaler Einheit und nach demokratischen Verfassungen fördern sollten. In Deutschland kamen historische Festzüge in den 1840er und 1850er Jahren auf, nach der deutschen Reichsgründung im Jahr 1871 wurden vermehrt derartige Festzüge veranstaltet und zwischen 1880 und 1890 wurde in Anzahl und Qualität der Veranstaltungen ein Höhepunkt erreicht.
Diese Veranstaltungen waren häufig in Feierlichkeiten aus Anlass historischer oder politischer Jubiläen eingebettet und wurden in den meisten Fällen vom Bürgertum organisiert. Die Veranstalter sahen darin eine Möglichkeit der repräsentativen Selbstdarstellung und der öffentlichen Identifizierung mit dem Nationalstaat, eine historische Tatsachen korrekt wiedergebende Darstellung wurde selten verwirklicht. Bedeutende historische Festzüge unmittelbar vor dem Kölner Festzug fanden im Juni 1877 in Ulm zum 500. Jahrestag der Grundsteinlegung des Ulmer Münsters und am 24. April 1879 in Wien anlässlich des 25-jährigen Hochzeitstags des Kaiserpaares Franz Joseph I. und Elisabeth statt. Der von Hans Makart gestaltete Wiener Festzug war mit 29 Festwagen der größte und bedeutendste historische Festzug des 19. Jahrhunderts.

## Fest zur Domvollendung

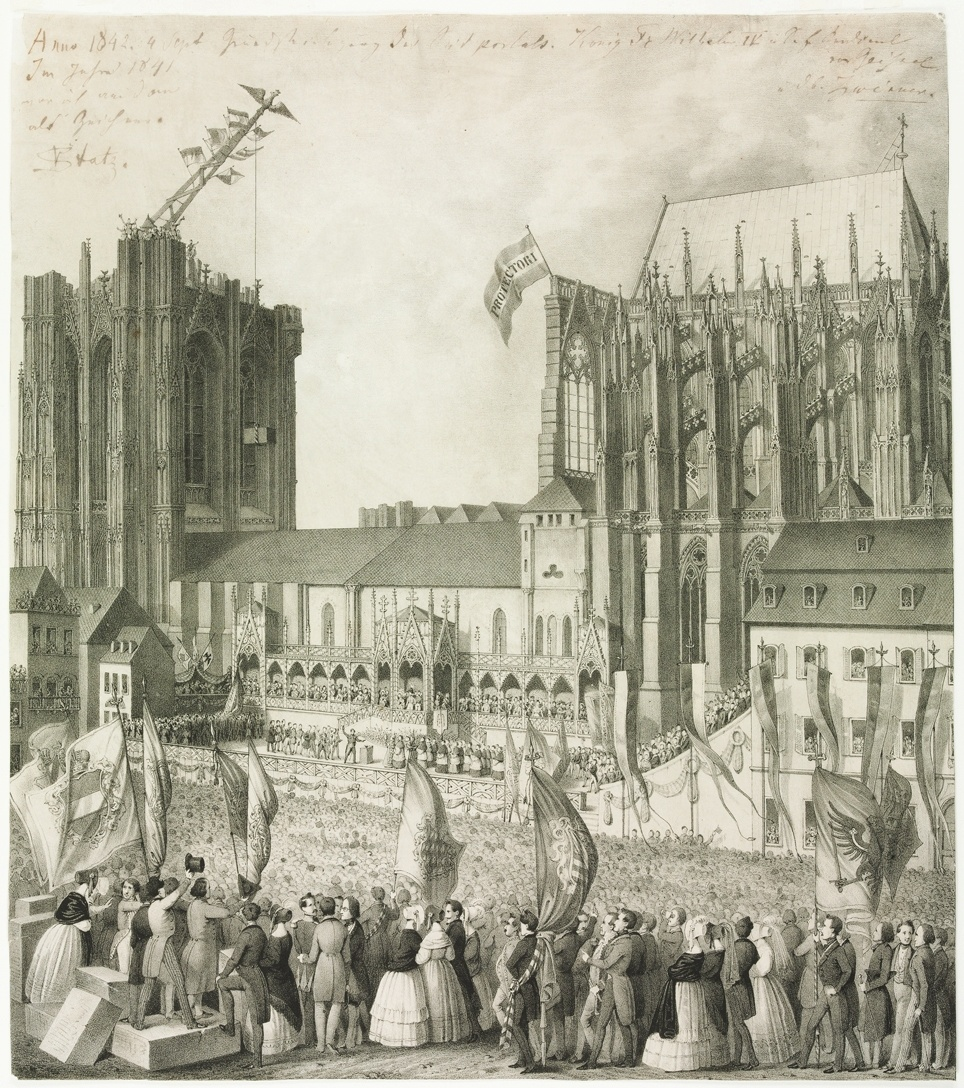
Dombaufest von 1842, nach einer Zeichnung von Georg Osterwald

Seit dem 4. September 1842, dem Tag der Grundsteinlegung für den Weiterbau des Kölner Domes, hatten in unregelmäßigen Abständen Dombaufeste mit Umzügen stattgefunden. Die Feiern nahmen mit der Fertigstellung des Innenraums im Jahr 1863 den Charakter kirchlicher Feste an. Das vorläufig letzte Dombaufest fand 1867 statt. 1880 sollte die Vollendung des Domes mit einem zweitägigen Festakt begangen werden, zu dem die Vertreter der Stadt Köln und des Zentral-Dombau-Vereins das Kaiserpaar und zahlreiche weitere Fürsten und andere Angehörige des Hochadels erwarteten.
Als Termin für die Feierlichkeiten war der 15. August 1880 vorgesehen, der Jahrestag der Grundsteinlegung im Jahr 1248. Kaiser Wilhelm I. ließ jedoch diesen Termin verstreichen und setzte dann den 15. Oktober als Datum für die Domvollendung fest. Das war der Geburtstag seines verstorbenen Bruders König Friedrich Wilhelm IV., dessen Begeisterung für die Vollendung des Kölner Domes den Weiterbau ermöglicht hatte. Auf eine Beteiligung kirchlicher Vertreter wurde vor dem Hintergrund des Kulturkampfs  verzichtet, es erging an das Domkapitel lediglich die Aufforderung, im Dom zum Festakt ein Te Deum abzuhalten und die Domglocken zu läuten. Die offizielle und vom Kaiser zu genehmigende Festplanung sah vor, das Programm des 15. Oktobers dem Kaiser zu überlassen und erst am folgenden Tag nicht näher bezeichnete Veranstaltungen der Stadt Köln durchzuführen.

## Vorbereitung

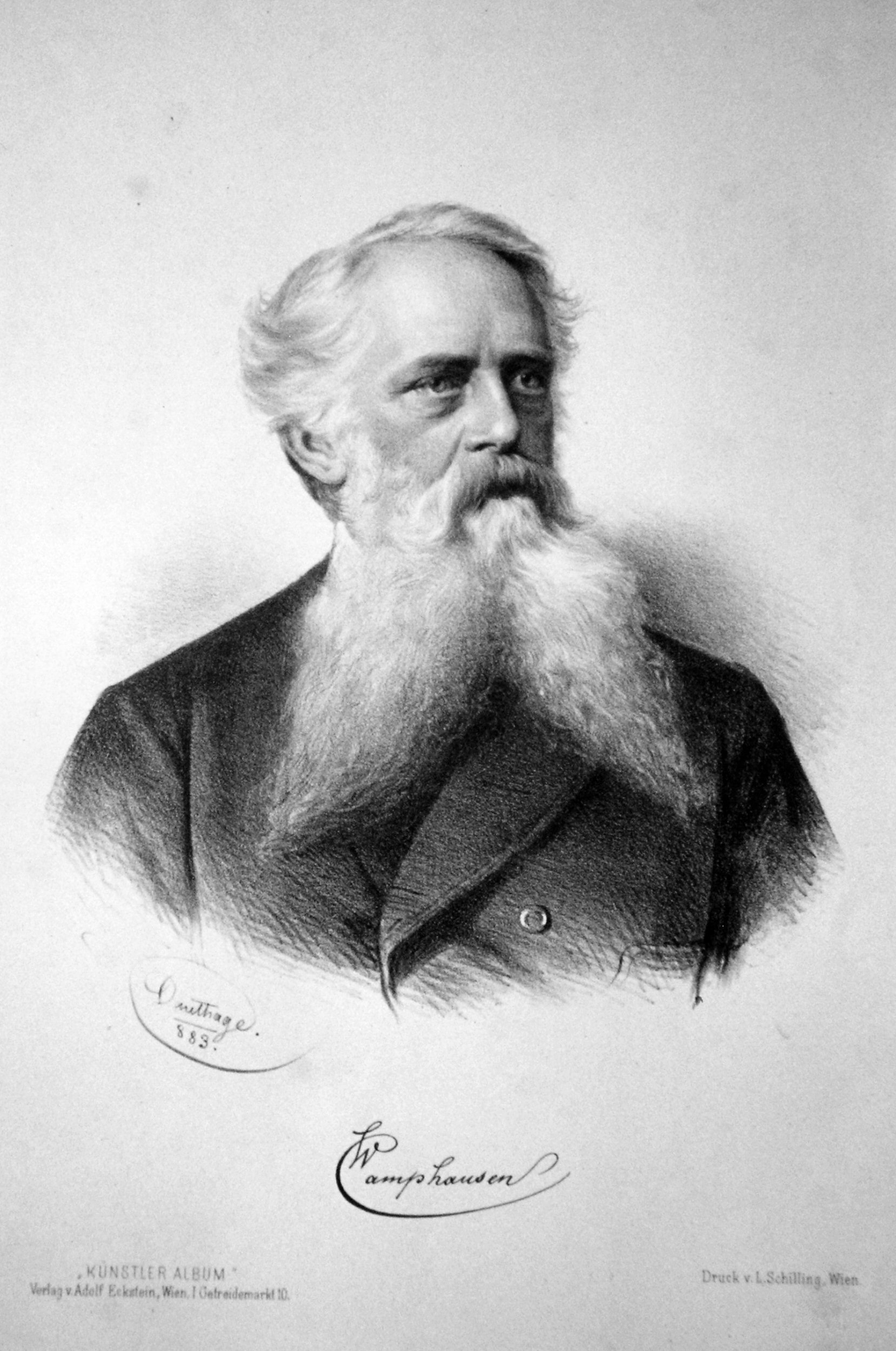
Wilhelm Camphausen

Bereits am 15. Mai 1879 hatte Eduard von Oppenheim während einer Sitzung des Zentral-Dombau-Vereins den Antrag gestellt, bereits zu diesem Zeitpunkt vorbereitende Schritte für die Durchführung eines historischen Festzuges nach den Vorbildern von Ulm und Wien zu unternehmen. Am 3. September 1880 trafen sich im Restaurant des Gürzenich einige Kölner Bürger. Die bei diesem Treffen aufgekommene Idee eines historischen Festzugs weckte Begeisterung, so dass täglich weitere Treffen folgten. Am 6. September 1880 wurde ein aus 24 Bürgern und jeweils sechs Delegierten des Kölner Stadtrats und des Zentral-Dombau-Vereins bestehendes Festzugkomitee gegründet, das am nächsten Tag den Rechtsanwalt und Stadtverordneten Johann Joseph Fischer zum Vorsitzenden, den Direktor der Colonia-Versicherung Jakob Gilbert zu dessen Stellvertreter und den Bankier Albert Freiherr von Oppenheim zum Kassierer bestimmte.
Da aufgrund der Kürze der Zeit bis zum Fest die Beteiligung mehrerer erfahrener Künstler erforderlich war, und in Köln keine Künstlerkolonie wie in Düsseldorf existierte, begab sich der Vorstand des Festzugkomitees am 8. September zur Düsseldorfer Kunstakademie und beriet sich mit Professor Wilhelm Camphausen. Camphausen hielt einen Festzug ungeachtet der kurzen Vorbereitungszeit für möglich und es gilt als sehr wahrscheinlich, dass er selbst und weitere Düsseldorfer Künstler bereits durch von Oppenheims Vorstoß des Vorjahres informiert waren und Entwurfsarbeiten leisten konnten. Camphausen legte dem Festzugkomitee am 10. September ein Konzept vor, das Entwurfszeichnungen der Wagen und der Reitergruppen enthielt und eine Dreiteilung entsprechend der historischen Abschnitte von der Grundsteinlegung 1248 bis zur Chorweihe 1322, von 1322 bis zum Beginn des Weiterbaus 1842 und von 1842 bis zur Vollendung 1880 vorsah. Auf der Grundlage dieser Entwürfe wurde Camphausen mit der künstlerischen Gesamtleitung des Festzugs beauftragt.
Ab dem 8. September liefen unter den Kölner Bürgern Listen zur Zeichnung freiwilliger Beiträge um. Am 12. September veröffentlichte das Festzugkomitee einen Spendenaufruf, der deutlich auf den Dombau als Symbol der deutschen Einheit Bezug nahm: Wie könnten wir schöner zur Feier beitragen, als durch eine glänzende Darstellung der drei großen Perioden der Bauzeit des erhabenen Gotteshauses, dieses Wahrzeichens deutscher Einheit und Ausdauer? Ein historischer Festzug soll der Dank sein, den wir unserem Kaiser schulden, und eine Huldigung für alle, die den Dom in ihrem Herzen getragen und aus dem Sarkophag deutscher Ehre ein Mal deutscher Heiligkeit geschaffen (…). Nach wenigen Tagen, am 17. September, war die Finanzierung des Festzugs gesichert. Die Mittel stammten überwiegend aus dem Kölner Bürgertum, bestehend aus Kaufleuten, Beamten, Gelehrten und wenigen Künstlern, die mehrheitlich einer nationalliberalen Politik anhingen und in ihrem Selbstbild wie nach den tatsächlichen Verhältnissen staatstragend waren.
Die Vorbereitung des Festzuges wurde durch das Gerücht empfindlich gestört, die Requisiten des Zuges würden ausschließlich in Düsseldorf hergestellt. Die alte Rivalität zwischen Köln und Düsseldorf und die Sorge um ihnen möglicherweise entgehende Einnahmen veranlassten die Kölner Handwerker, ihre Teilnahme als Fußgruppen im Festzug abzusagen. Das Festzugkomitee sagte zu, dass es alle zu vergebenden Aufträge in Köln unterbringen werde. Dennoch erklärten die Bäcker, Fassbinder, Schneider und Schuster erst am 27. September, die Fleischer, Schlosser und Schreiner noch später ihre Bereitschaft zur Teilnahme am Umzug.

Hermann Otto Pflaume

Die Kostümentwürfe wurden von den Düsseldorfer Künstlern Wilhelm Camphausen, Wilhelm Beckmann, Albert Baur, Ernst Roeber und Fritz Roeber erarbeitet. Sie wurden dabei von dem Kölner Karnevalisten und Mundartdichter Fritz Hönig unterstützt, der Entwürfe für Wappen, Pferdedecken und andere Elemente lieferte. An der Gestaltung der Festwagen waren auch der Kölner Architekt Hermann Otto Pflaume, Dombildhauer Christian Mohr und der Diözesan-Baumeister Heinrich Wiethase beteiligt. Die Künstler leisteten ihre Arbeit unentgeltlich. Zahlreiche Entwürfe für Kostüme und Festwagen sind im Kölnischen Stadtmuseum erhalten.
Die Kostümschneiderei und der Wagenbau für den Festzug befanden sich auf dem Firmengrundstück Klingelpütz 19a des Fabrikanten Friedrich August Herbertz. Für die Kostüme der Hauptfiguren, die von Mitgliedern des Großbürgertums dargestellt wurden, kamen hochwertige Materialien zum Einsatz, Pelz, Brokat und Messing. Die meisten Kostüme wurden jedoch aus preiswerten Stoffen gefertigt, Waffen und Beschläge bestanden in den meisten Fällen aus gold- oder silberfarben angemaltem Holz. Für einige Kostüme, die von den begüterten Zugteilnehmern selbst bezahlt werden mussten, sind Preisangaben auf den Entwürfen überliefert. So kostete das Kostüm des Gewürzhändlers Gustav Rabich, der als Bannerträger der altkölnischen Geschlechter am Beginn der zweiten Abteilung mitritt, 77 Mark, hinzu kamen 120 Mark für die Ausstattung des Pferdes. Das entsprach in der Stadt Köln mehreren durchschnittlichen Monatseinkommen. Preiswertere Kostüme trugen die Statisten in den Fußgruppen, sie kosteten etwa 25 Mark und mussten wahrscheinlich nicht von den Teilnehmern bezahlt werden. Zahlreiche Kostüme wurden nicht eigens für den Kölner Festzug angefertigt, sondern in Belgien eingekauft, wo historische Festzüge ebenfalls beliebt waren. Nach der Kölner Veranstaltung wurden wiederum Kostüme und Staffagen an das Theater in Köln und nach Belgien verkauft.

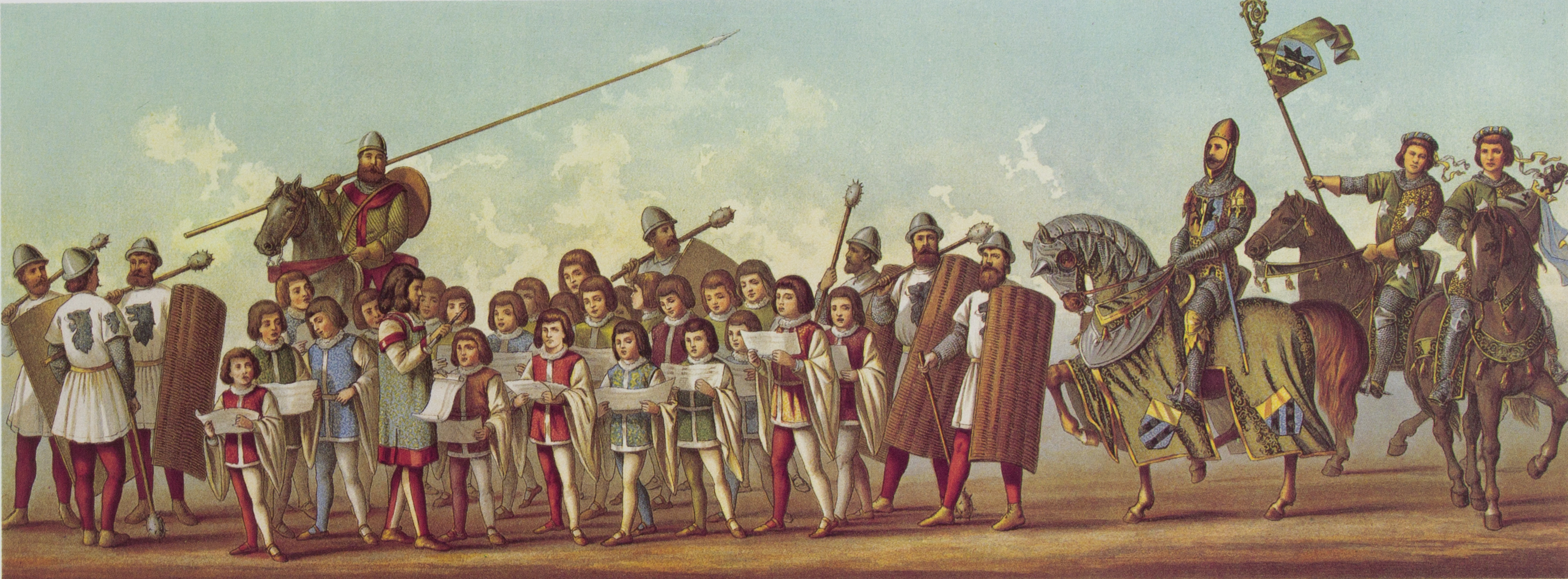
Der Kölner Erzbischof Heinrich II. von Virneburg zu Pferd in weltlicher Kleidung, Bischofsstab und weitere Insignien des kirchlichen Amtes tragen die berittenen Pagen, Tony Avenarius 1880, Tafel XVII

Von vornherein wurde der Festzug als eine Veranstaltung des selbstbewussten Kölner Bürgertums für seinen Kaiser geplant. Kirchliche Elemente wurden gemieden und die Bedeutung der katholischen Kirche für Köln verleugnet. Dies ging sogar so weit, dass kirchliche Würdenträger wie die Kölner Erzbischöfe Konrad von Hochstaden und Heinrich II. von Virneburg, die in der Geschichte des Dombaus eine große Bedeutung hatten, als Reichsfürsten in weltlicher Kleidung dargestellt wurden. Im besonders umfangreichen mittleren Teil des Zuges wurde das Kölner Patriziat dargestellt, ohne zwischen überlieferten Legenden und historischen Tatsachen zu unterscheiden. Die Darsteller jener als bedeutendste Zeit der Kölner Stadtgeschichte empfundenen Zeit entstammten vorrangig dem Großbürgertum, wie der Bankiersfamilie von Oppenheim. Um die Rolle Preußens in der Kölner Stadtgeschichte zu überhöhen wurde das 16. und 17. Jahrhundert als „brandenburgische Zeit“ bezeichnet, und den Preußen wurde bereits für die Zeit seit der Übernahme des Herzogtums Kleve und der Grafschaft Mark im 17. Jahrhundert die Rolle der „Wacht am Rhein“ zugeschrieben. Die Darsteller der Hauptfiguren jener Epoche waren überwiegend Aufsteiger und neureiche Industrielle.
Unmittelbar vor den Feierlichkeiten wurde auf der Südseite des Domes ein großes Zelt für den Kaiser und andere Würdenträger errichtet. Gegenüber dem Kaiserzelt wurde in der Nacht vor dem Festzug eine überlebensgroße goldfarbene Büste König Friedrich Wilhelm IV. aufgestellt.

## Gliederung des Zuges

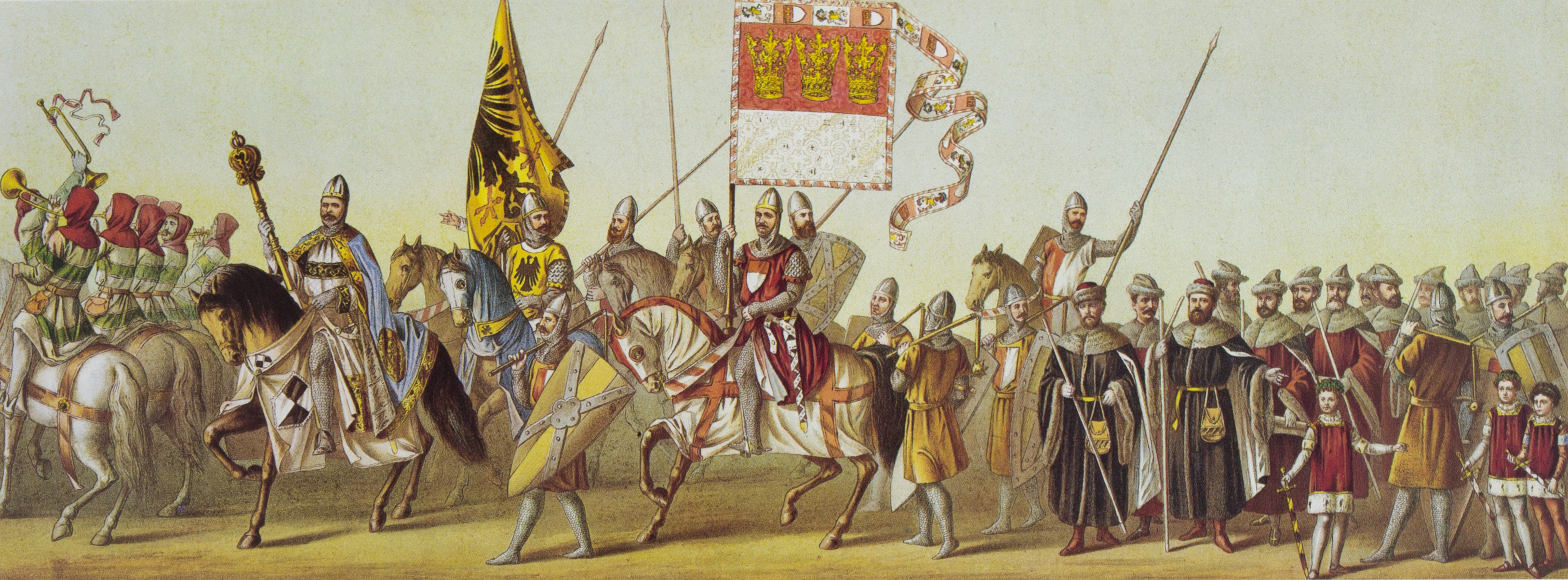
Erste Gruppe des Festzugs, berittenes Trompetencorps und Reichsbannerträger, Tony Avenarius 1880, Tafel I

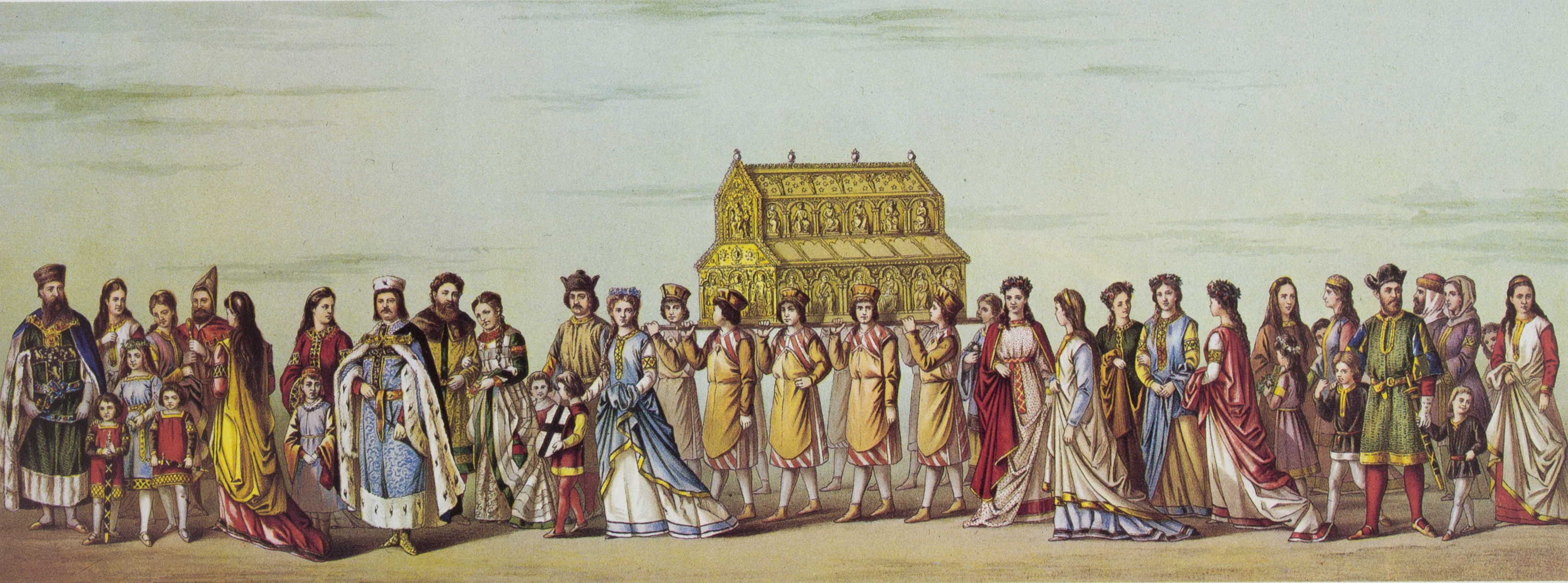
Dreikönigenschrein, getragen von Mitgliedern des Kölner Turnvereins „Eintracht“, als Goldschmiede kostümiert, Tony Avenarius 1880, Tafel II

Der historische Festzug war mit 1.000 Teilnehmern, 400 Pferden und acht großen Festwagen einer der größten historischen Umzüge seiner Zeit, blieb aber deutlich hinter dem Wiener Festzug des Vorjahres mit seinen 29 Festwagen zurück. Er war in drei Abschnitte gegliedert, die jeweils ein Ereignis aus der Geschichte des Dombaus als Hauptthema hatten: die Grundsteinlegung am 15. August 1248, die Vollendung und Weihe des Domchores 1322, und den Weiterbau von 1842 bis 1880. Mit Fuß- und Reitergruppen in historischen Kostümen und mit geschmückten Festwagen wurden Phasen der Geschichte der Stadt Köln und des Deutschen Reichs dargestellt, wobei gelegentlich nicht zwischen historischen Fakten und überlieferten Sagen unterschieden wurde.

### Erste Abteilung:Periode der Grundsteinlegung
Die erste Abteilung war in zwei Gruppen aufgeteilt, die erste wurde von dem Düsseldorfer Maler Fritz Roeber arrangiert, für die zweite Gruppe war der Maler Ernst Roeber verantwortlich.

#### Erste Gruppe
Die erste Gruppe stellte das 13. Jahrhundert dar, das mittelalterliche Köln und das alte Deutsche Reich. Zur Eröffnung des Festzuges zog ein berittenes Trompeterkorps vorbei. Darauf folgten, ebenfalls zu Pferd, der Stadtherold mit Zepter (dargestellt von Herrn Claisen), der Reichsbannerträger (Herr Jacobs) und der Stadtbannerträger (Leonard Rickel). Zu Fuß waren Reisige in den Farben der Stadt Köln (Louis Hellrath, F. Haumann, H. Thurmann, D. A. Engels, K. Streifler und W. Windhagen), zwei Bürgermeister (Ernst Hardt und Theodor Henke) und zahlreiche Ratsherren (C. Jahn, Eduard Clement, Em. Pickert, Z. Steffens, Dürst I., Dürst II., Th. Viehmeyer, A. Kattwinkel, E. Oelbermann, E. Engels, W. Graeff und Schulte) in dieser Gruppe unterwegs. Ihnen folgte, als Symbol für den Kölner Dom als Anlassgeber des Festzugs, eine von Mitgliedern des Kölner Turnvereins Eintracht getragene Nachbildung des Dreikönigenschreins. Den Abschluss bildeten Kölner Patrizier und andere Bürger mit Frauen und Kindern (Carl Vorberg, R. Cahn, Titus Bredt, F. B. Heimann, G. Goebels, Arn. Steiger, Frln. Weishaupt, Kuhlmann, C. Seil, Lilly Adam, Heinecke, H. Duden, Raaf, Schloemer, Oebecke, Koschel, Siré, Dietz und Hövel sowie die Kinder Arthur, Ernst und Paul Hardt, Hans und Alb. Heimann, Sabine Plasmann, Therese und Frieda Hamspohn und Philipp Oster).

#### Zweite Gruppe

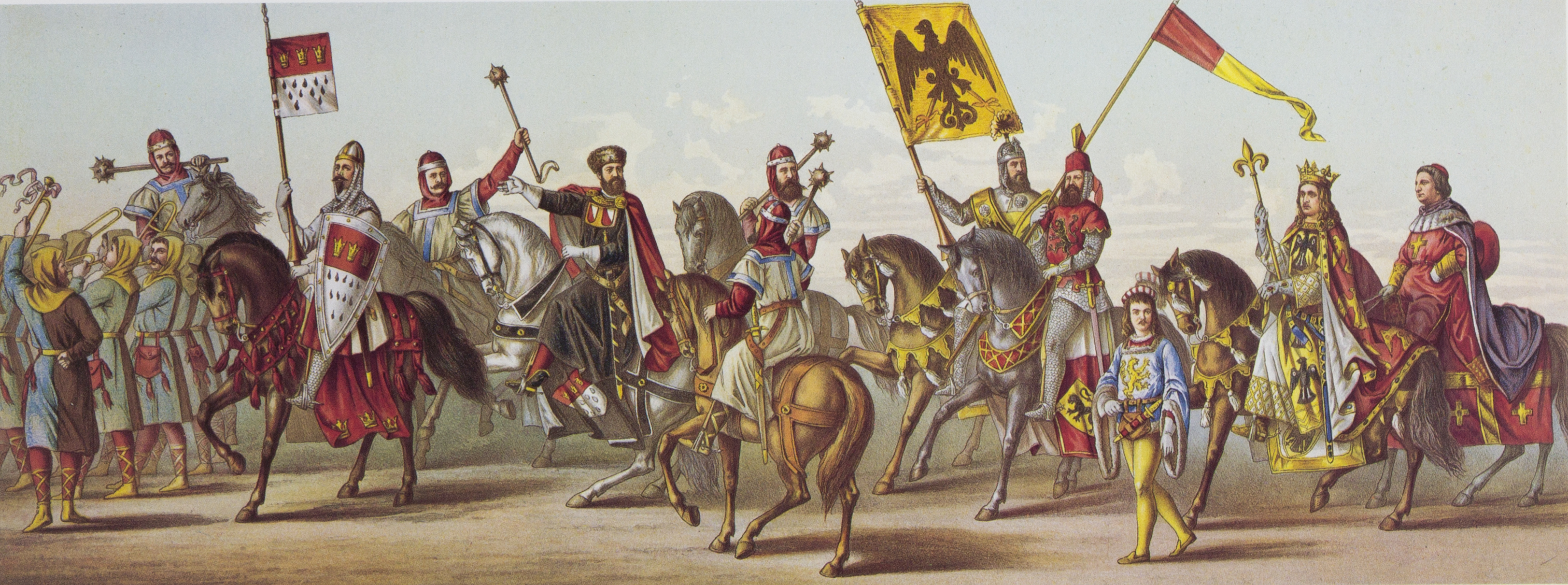
Spitze der zweiten Gruppe, mit Stadtgraf, Stadtvogt, Bannerträgern, König Wilhelm von Holland, Tony Avenarius 1880, Tafel III

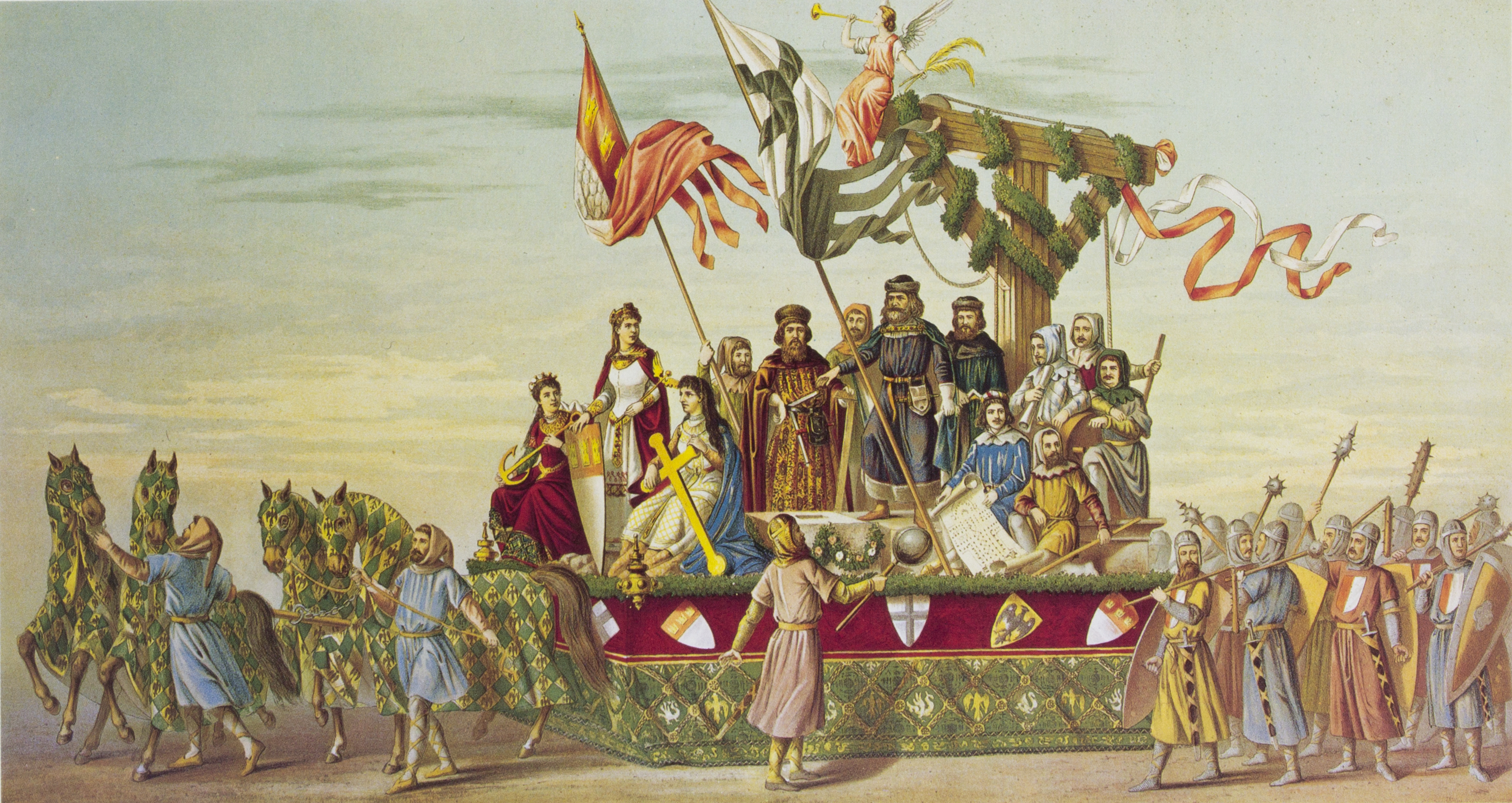
Grundsteinlegung im Jahr 1248, Festwagen mit Dombaumeister Gerhard von Rile, Tony Avenarius 1880, Tafel VI

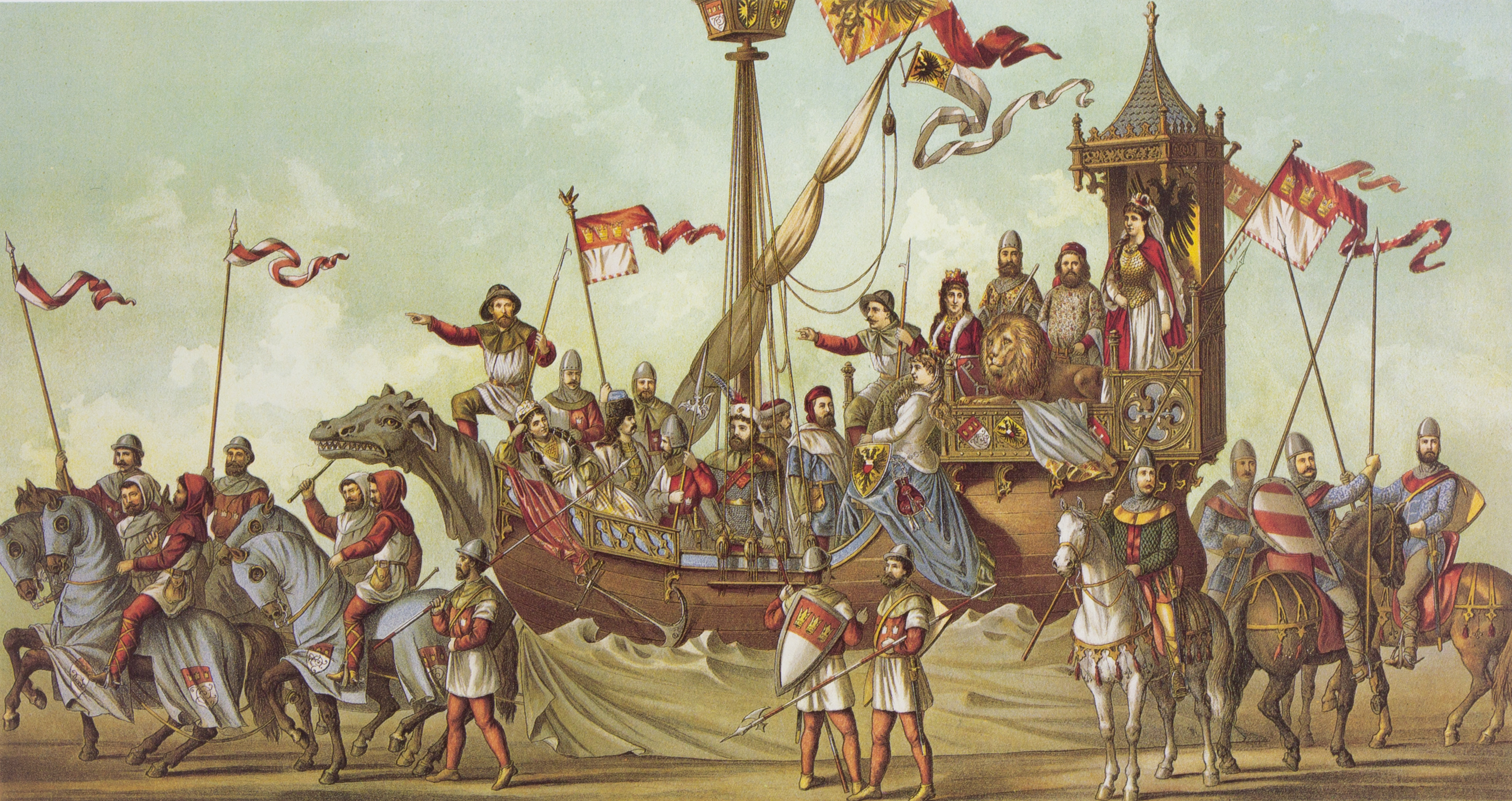
Hansekogge, Tony Avenarius 1880, Tafel XV

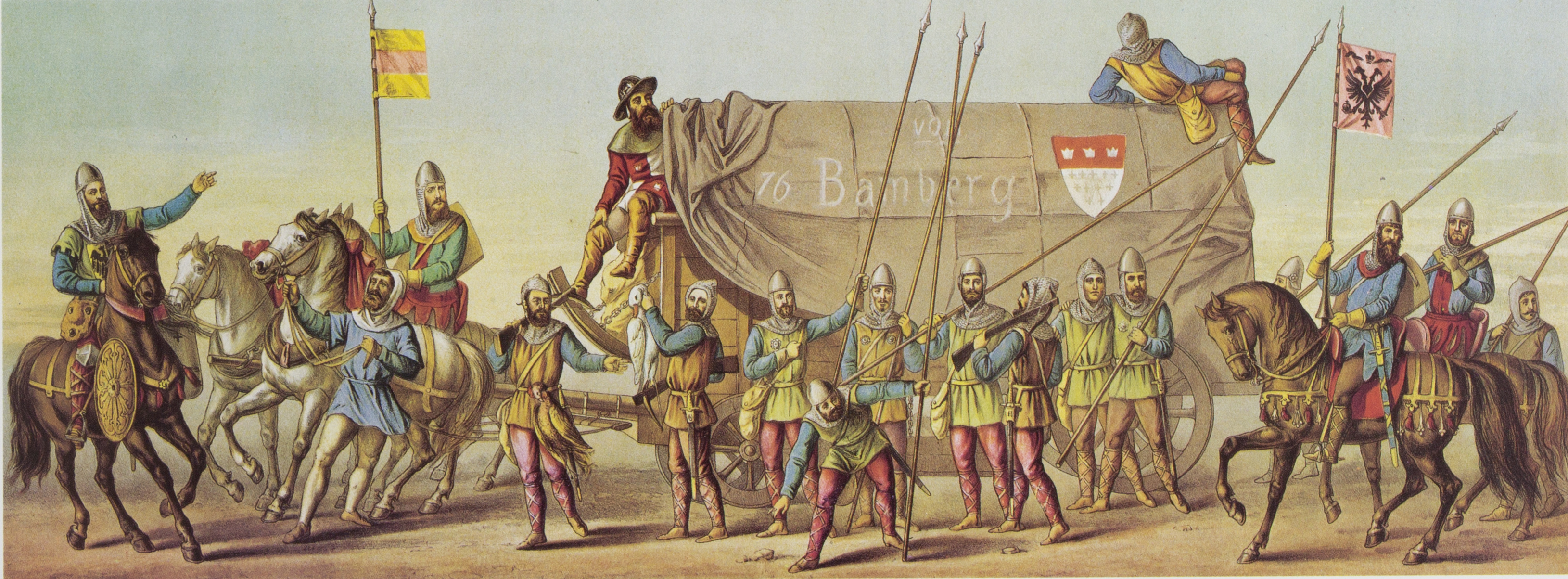
Frachtwagen der Hanse, Tony Avenarius 1880, Tafel XVI

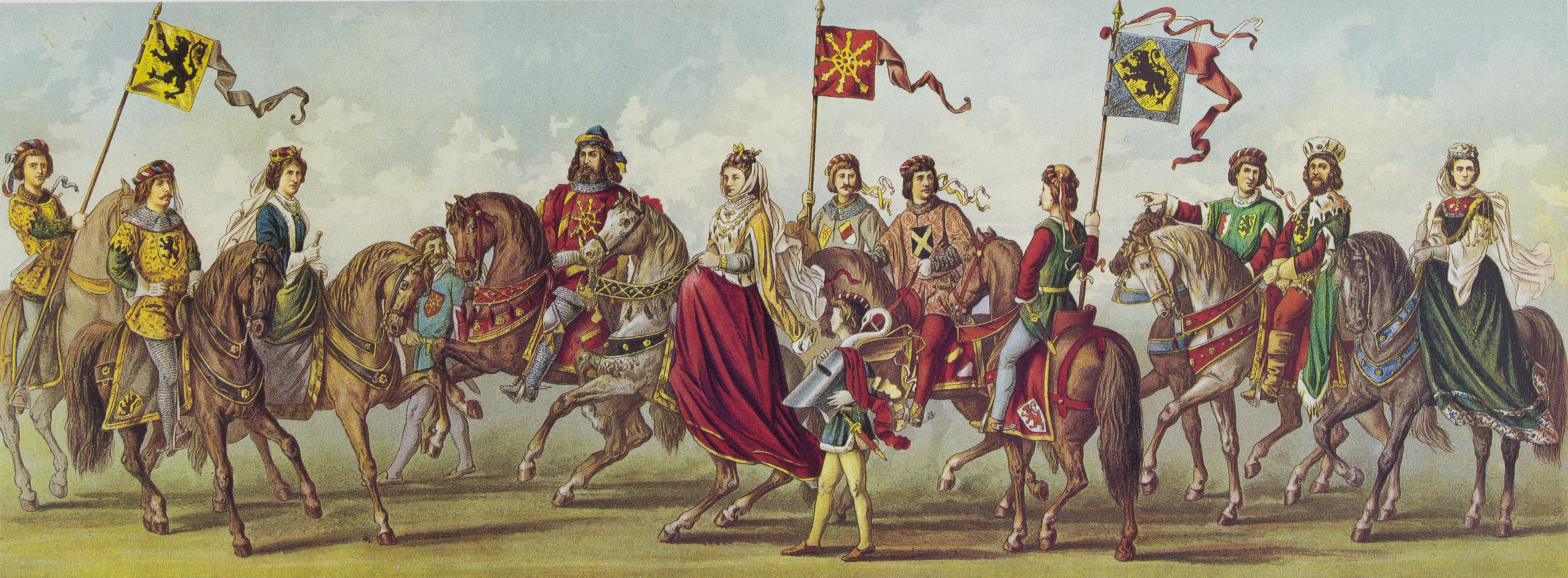
Herzoge von Jülich, Cleve und Berg, Tony Avenarius 1880, Tafel XVIII

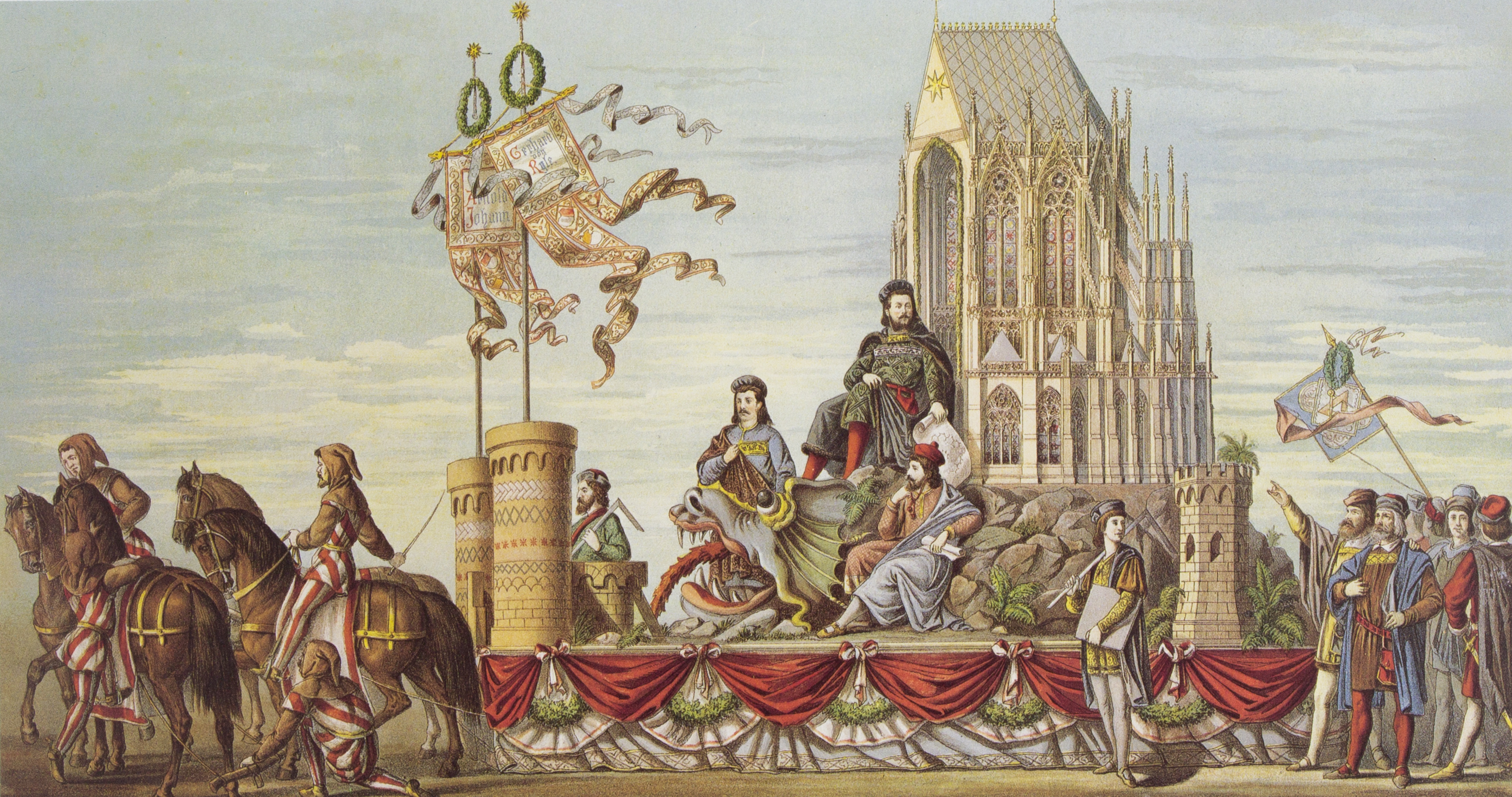
Vollendeter Domchor, mit Dombaumeister Meister Johannes, Tony Avenarius 1880, Tafel XXI

Die zweite Gruppe wurde von einem Trompeterkorps zu Fuß angeführt. Ihm folgten zu Pferd der Stadtgraf (Otto Reusch), der Stadtvogt (Johannes Fastenrath), Reisige in den Stadtfarben (W. Asbach, W. Johnen, Ant. Leinen, H. Strässer), der Reichssturmfahnenträger (Eug. Clever), der königliche Bannerträger (Wilhelm Schmitz), König Wilhelm von Holland (Josef Mayer) und dessen Berater Pietro Kardinal Capocci, der Wilhelms Königswahl geleitet hatte. Der König wurde von zwei Pagen zu Fuß begleitet (Arthur Gräff und Herr Hartmann). Es folgten weitere berittene Teilnehmer, die den Kölner Erzbischof Konrad von Hochstaden (Fritz Hönig), den Herzog von Limburg (B. Guepratte) und den Herzog von Brabant (J. R. Heidemann) darstellten. Konrads Gefolge bildeten die Ritter von Alpen mit Dame (Herr Merkens und Frau Roesberg), von Odenkirchen (Herr Gunst), von Rheineck (Herr Steffens), von Drachenfels mit Dame (Herr Braschoß und Frau Reusch), der Graf von Geldern (Herr Hinz), der Graf von Berg (Herr Dieckhoff), der Graf von Hennegau mit Dame (Herr Lachnit und Catharina Breuer), die Ritter von Neuenahr mit Dame (Ed. Dahmen und Frl. Ulex), von Aarburg mit Dame (Franz Clouth und Ehefrau Josefine Clouth), von Jülstorf mit Dame (Herr Hospelt und Frl. Feith), von Gerstorf mit Dame (Herr Jung und Frl. Strömer), von Godesberg mit Dame (Ph. Heimann und Frl. Hartmann) und von Güsten (Herr Offermann). Sie wurden von Pagen zu Fuß begleitet (Herren W. Müller, Hövel, Kaaf, Asthöwer, Rothschild, Oechelshäuser, Hagen, Mertens und Daniels).
Als erster Festwagen des Zuges fuhr in der zweiten Gruppe ein von Hermann Otto Pflaume entworfener Wagen mit, der die Grundsteinlegung zum Kölner Dom im Jahr 1248 darstellte. Der erste Dombaumeister Gerhard von Rile (Jean Rehe) sprach seinen Segen über den Grundstein, umgeben von Werkmeistern (Herren Hartmann und Ossendorf), einem Steinmetz (Herr Rehe jr.) und Meistern und Handwerkern der Dombauhütte (Herren Arntz, J. Pott, P. Pott, Huppertz, Schmidt und Brunthaler). Auf dem vorderen Teil des Wagens befanden sich die Personifikationen Colonia (Frl. M. Welter), Spes (Jenny Hippenmeyer) und Pietas (Frl. Feldhaus). Umgeben war der Festwagen von Kölner Reisigen in den Farben der Stadt, die vom Turnverein Eintracht und vom Turnerbund gestellt wurden.

### Zweite Abteilung:Periode des Weiterbaues bis zur Fertigstellung des hohen Chores

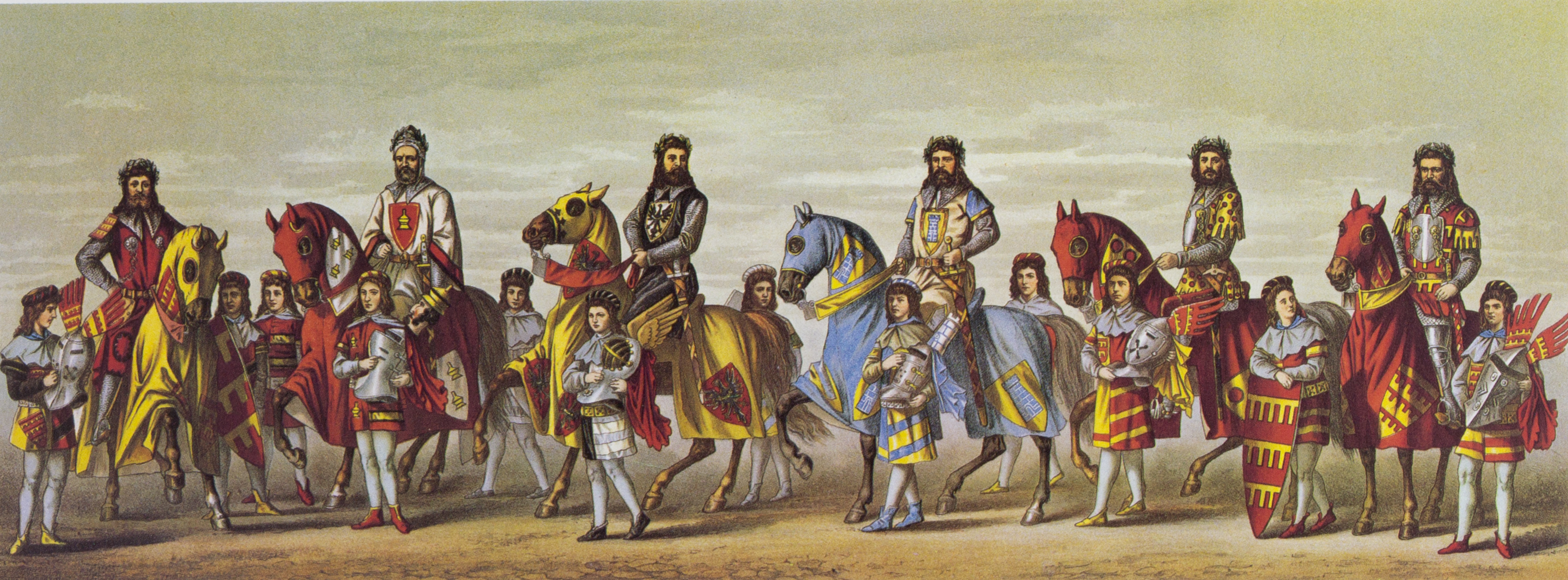
Vertreter des Kölner Patriziats, Tony Avenarius 1880, Tafel VIII

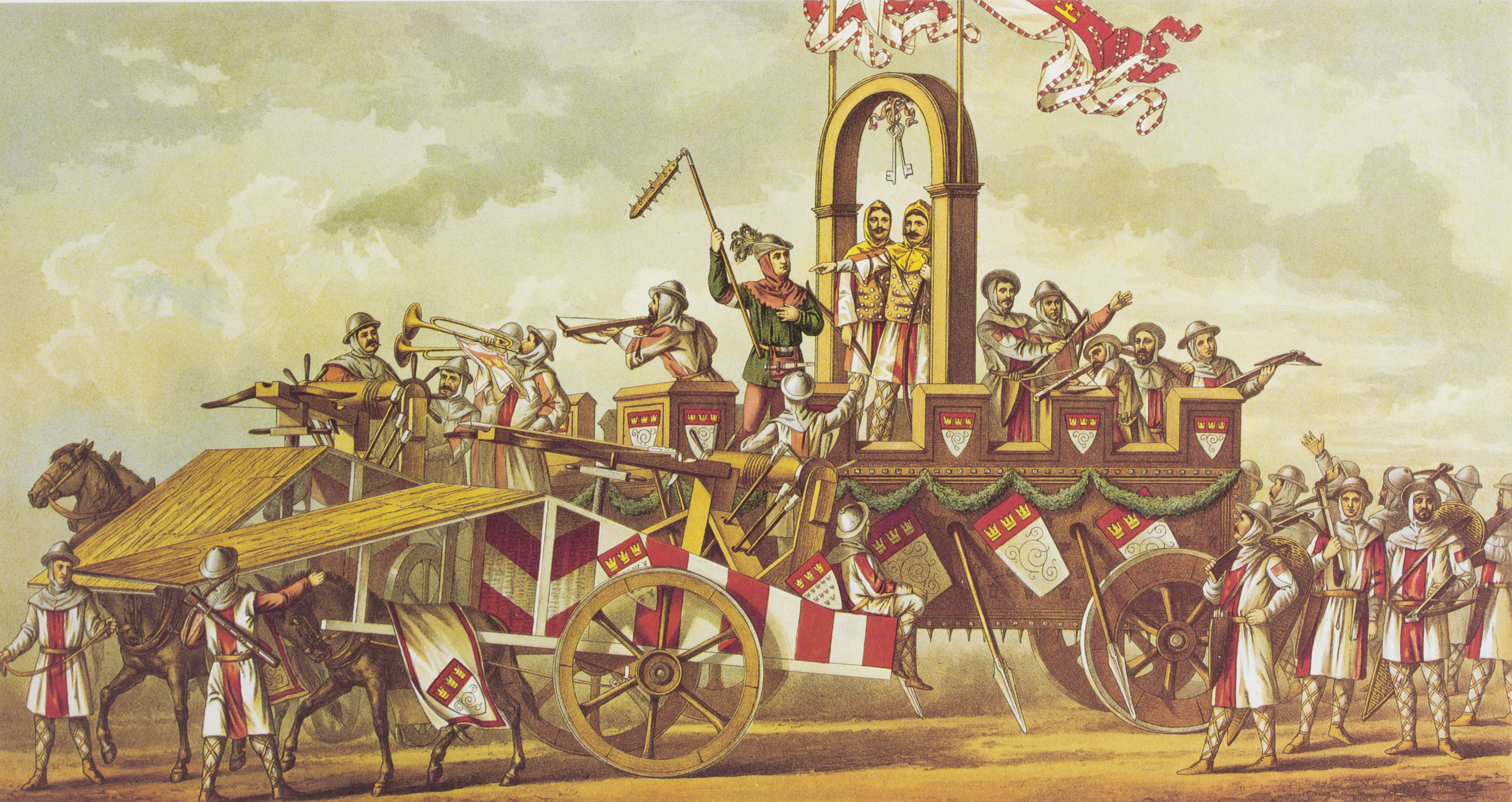
Schlacht von Worringen 1288, Tony Avenarius 1880, Tafel IX

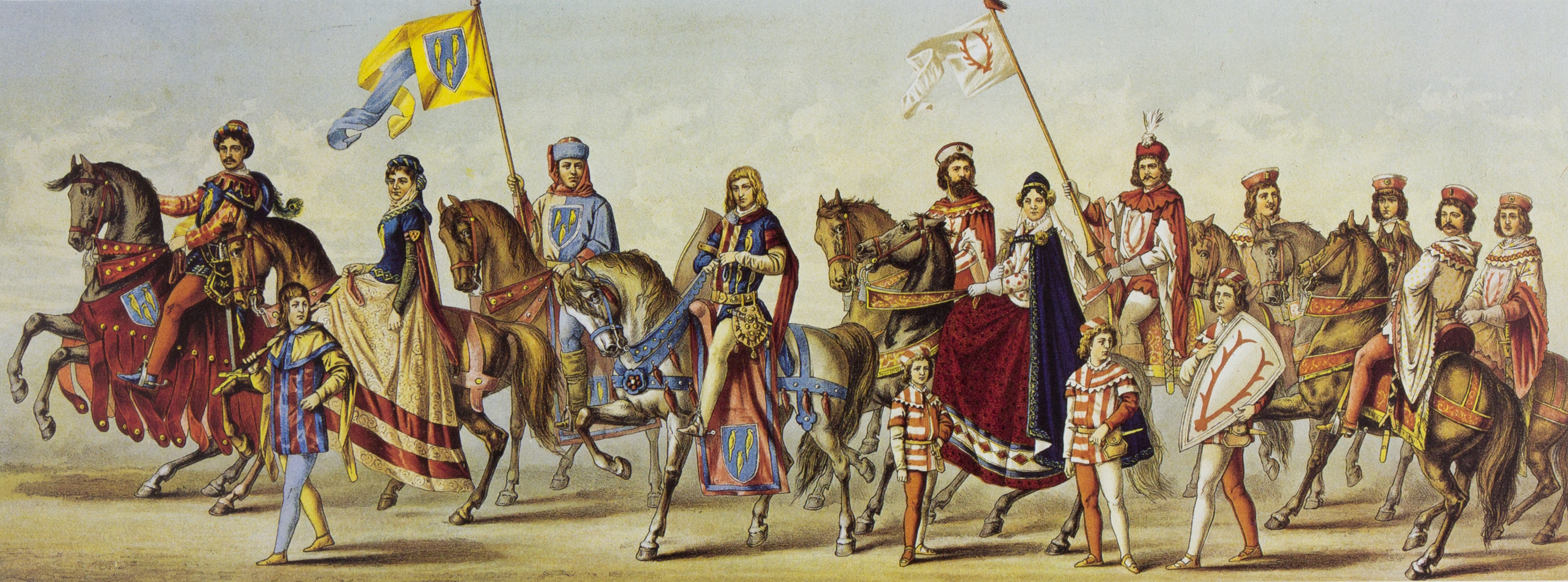
Kölner Patrizier von der Aducht und Hirzelin, jeweils mit Gattinnen, Tony Avenarius 1880, Tafel XI

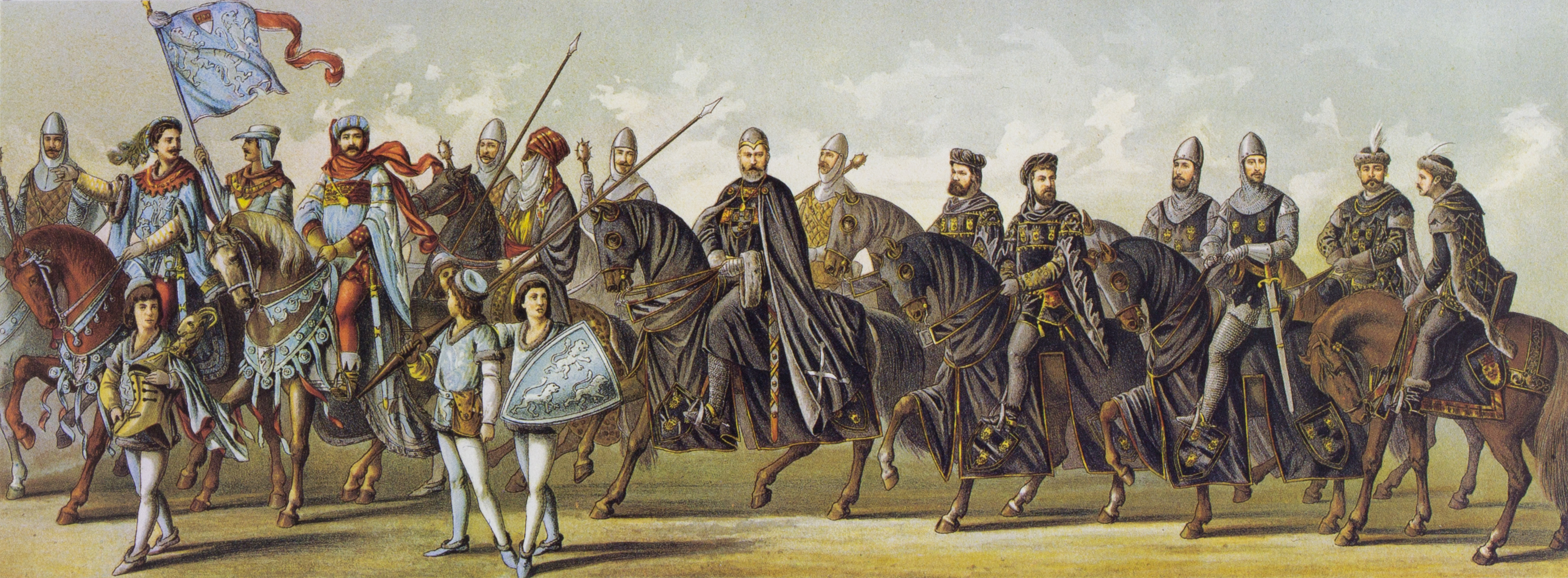
Brüder von Ghyre mit Gefolge und dem fiktiven Bürgermeister Hermann Gryn, Tony Avenarius 1880, Tafel XIV

Die zweite Abteilung war ebenfalls in zwei Gruppen aufgeteilt. Das Arrangement der ersten Gruppe wurde dem Maler und Professor der Kunstakademie Düsseldorf Albert Baur übertragen, die zweite Gruppe wurde von dem Düsseldorfer Maler Wilhelm Beckmann arrangiert.

#### Erste Gruppe
Auf ein berittenes Musikkorps folgte eine Gruppe von Armbrustschützen, die von der Kölner Schützengesellschaft gestellt wurde. Ihnen folgte zu Pferd der Kölner Herold (Fritz Schieffer) mit seinen beiden Bannerträgern (Gustav Rabich und J. Cramer-Nicolai). Die berittenen Vertreter der Kölner Patrizierfamilien wurden jeweils von zwei Pagen begleitet, beginnend mit vier Todesopfern der Schlacht an der Ulrepforte: Mathias Overstolz (Ludwig Peters, mit Herren Jahn und Viehmeyer), Peter Jude (Julius Heckler, mit Herren Schramm und Haumann), Heinmann von dem Ahren (Franz Hagen, mit Herren Pickert und Caesar) und Johann von Brechen (Otto Engels, mit A. Schnabel und L. Boisserée). Weitere Reiter waren Gerhard Overstolz, gefallen 1288 in der Schlacht bei Worringen (Herr Schmitz-Pfeiffer, mit Herren Dubelmann und Pfeiffer), sowie der beim Sturm auf den Bayenturm getötete Rütger Overstolz (Balduin Lensing, mit Herren Caesar und Schneider).
Der zweite Festwagen, entworfen vom Kölner Dombildhauer Christian Mohr, war die Rekonstruktion eines der Legende nach in der Schlacht von Worringen eingesetzten und mit Katapulten und Bogenschützen bewaffneten Kampfwagens. Auf ihm befanden sich der kölnische Bauer (F. J. Meyer) und zwei Offiziere der Bogenschützen (Herren de Jonge und J. Renner). Anschließend kamen ein weiteres Musikkorps zu Fuß und einige Vorreiter, bevor die Oberhäupter der Kölner Patriziergeschlechter zu Pferd vorbeizogen:
- Overstolzen mit Dame (Hermann Otto Pflaume mit Ehefrau) und Bannerträger (Herrn Heyden);
- Scherfgin mit Dame (Louis Herbertz mit Frau M. Meyer) und Bannerträger (Florian vom Grafen);
- von der Aducht mit Dame (Max Freiherr von Oppenheim mit Mimi Freifräulein von Oppenheim), Bannerträger (Simon Freiherr von Oppenheim) und einem Pagen (Robert Heuser);
- Hirtzelin mit Dame (C. Montag mit Frl. Montag), Bannerträger (Herr Pfeiffer), drei Pagen (Herren Plasman, Schmitz, Vogel) und vier Junkern (Herren R. Grüneberg, J. Montag, J. Krüger und Fr. Bleißem);
- Cleyngedank mit Dame (Th. Roß mit Frl. Hel. Landmann), Kavalier (Herr Bornheim), 2 Junkern (Herren F. Becker und Wattler) und zwei Pagen (Herren Schmitz und Kempgen);
- Overstolz von Efferen mit Dame (Paul Freiherr von Oppenheim mit Ada Freifräulein von Oppenheim), Bannerträger (Herr J. Hild), Mohr (Herr John) und zwei Edelknechten (Herren Hillebrand und Rheinbrohl);
- Birkelyn mit Dame (Jos. Baum mit Frl. Laura Salm), zwei Pagen (Herren Kneller und Kracht), drei Junkern (Herren Ric. Baum, Ad. Baum und Kellner) und vier berittenen Pagen (Herren Hofmann, Wülfing, Horn und Hellbach);
- Lyskirchen mit Dame (Walther Roß mit Frau von Leipziger) und ihren Falknern (Herren A. Ahn, F. Diel, F. Esser, Max Esser, E. Fischer, G. Fischer, J. Holthausen, Hermann Nourney, A. Raps, G. Raps und G. Rauch).[17]

Den Abschluss der ersten Gruppe bildeten die Brüder von Ghyre (L. Levy und J. Friedrich) mit vier Pagen (Herren Pallenberg, Günther, Fuchs und Feinhals), Bannerträger, Mohr und Reitern, sowie der Bürgermeister Hermann Gryn (J. Gilbert) mit Junkern (Herren C. Gilbert, L. Daeves, Bel, Häuser, Welker, Müller und Beuth).

#### Zweite Gruppe
Die zweite Gruppe wurde von einem Festwagen angeführt, der eine Hansekogge nachbildete und von dem Düsseldorfer Maler Vincent Stoltenberg Lerche entworfen worden war. Mit dieser Darstellung sollte Kölns Rolle als bedeutendes Mitglied der Hanse gewürdigt werden. Auf der Kogge fuhren allegorische Darstellungen der Hansa (die Ehefrau von Julius Michels, Frl. G. Guilleaume und Frl. Th. Tillmann), Patrizier (Herren Otto Deichmann, Sulpiz Boisserée jr. und Dr. Reincke), der Kapitän (Herr Nierstras), Seesoldaten (J. Weiler und F. Vorster), Matrosen (J. Michels und Julius Altpeter) und gefangene Piraten (Frl. Reuß, Herren R. Breithaupt und P. G. Wahlen) mit. Dem Schiff folgte eine Gruppe Reiter der Hanse mit Speeren (Johann Maria Friedrich Heimann, van Gülpen und Schmelzer) und, den Landverkehr der Hanse darstellend, ein mit Waren beladener Wagen mit einem Kutscher (Wilhelm Deichmann). Als Begleitung des Frachtwagens dienen weitere mit Speeren bewaffnete Reiter (C. Senff, A. Lindgens, Robert vom Rath und H. Rommel) sowie eine Anzahl bewaffneter Reisige (A. Gerber, Wilhelm Beckmann, V. Lotz, P. Wahlen, E. Jonghaus, E. Laux, F. Steegmann, F. Drisch, C. Engels, A. Berghausen, G. Berghausen, Jean Haack, F. Golle, F. W. Becker und H. Schmitt).
Mit den folgenden Szenen wurde wieder der Bezug zum Dombau aufgenommen. Einer Gruppe singender Chorschüler (gestellt von der Dom-Knabenschule) folgte der weltlich gekleidete Kölner Erzbischof Heinrich II. von Virneburg (Robert Peill), in dessen Amtszeit die Weihe des Domchores im Jahr 1322 fiel, zu Pferd. Er wurde von zwei Pagen (Hans Wilhelm Zanders und Richard Zanders) begleitet, die die Attribute seiner geistlichen Würde mitführten. In seinem Gefolge befanden sich adelige und bürgerliche Stifter und Förderer des Dombaus:
- Herzog von Jülich mit Gemahlin (Josef Compes und Frl. Fanny Raschdorff) und einem Pagen (Hans Nourney);
- Herzog von Cleve mit Gemahlin (Friedrich August Herbertz mit seiner Ehefrau Therese Herbertz) und einem Pagen (Robert Weiler);
- Herzog von Berg mit Gemahlin (Julius Marcus und M. Nourney) und einem Pagen (Fritz Nourney);
- Graf von Holland mit Gemahlin (Walther vom Rath und Frl. Walter) und einem Pagen (Victor Schnitzler);
- Graf von Mörs mit Gemahlin (Paul Andreae und die Ehefrau von Ernst Engels) und einem Pagen (Johann Gottlieb von Langen);
- Hardefuyst mit Dame (Richard von Schnitzler und Frl. Clara vom Rath) und einem Pagen (Eduard Schnitzler);
- Cleyngedank mit Dame (Max Charlier und Frl. R. Compes) und einem Pagen (H. Vorster);
- von der Salzgassen mit Dame (O. Weiler und Frl. Julia Lürig) und einem Pagen (J. B. Felmer);
- von Schoenrode mit Dame (Richard Traine und Frl. Ida Traine) und einem Pagen (A. Fremery);
- von Bottelnberg mit Dame (Alf. Roß und Frl. Emmy Fremery) und einem Pagen (Gust. Bunge);
- von Tongeren mit Dame (Eugen Pfeifer und Frl. Johanne Langen) und einem Pagen (Carl Langen);[19]

Der vierte Festwagen, gemeinsam von August Carl Lange, Carl Rüdell und Heinrich Wiethase entworfen, zeigte den Chor des Domes bei seiner Vollendung im Jahr 1322. Vor dem Chor saß Meister Johannes (Gust. Boisserée), der damalige Dombaumeister, inmitten seiner Werkmeister (E. Bogen, H. Müller und E. von der Straeten jr.). Zum Abschluss der zweiten Abteilung wurde der Verbundbrief von 1396 den Abordnungen der Zünfte vorangetragen: Fleischer, Schumacher, Bäcker, Fischer, Goldschmiede, Schreiner, Brauer und Schneider, begleitet von Stadtreisigen und Knechten. Die Abordnungen der Zünfte wurden von Mitgliedern der entsprechenden Innungen dargestellt.

### Dritte Abteilung:Periode des Fortbaues bis zur Vollendung

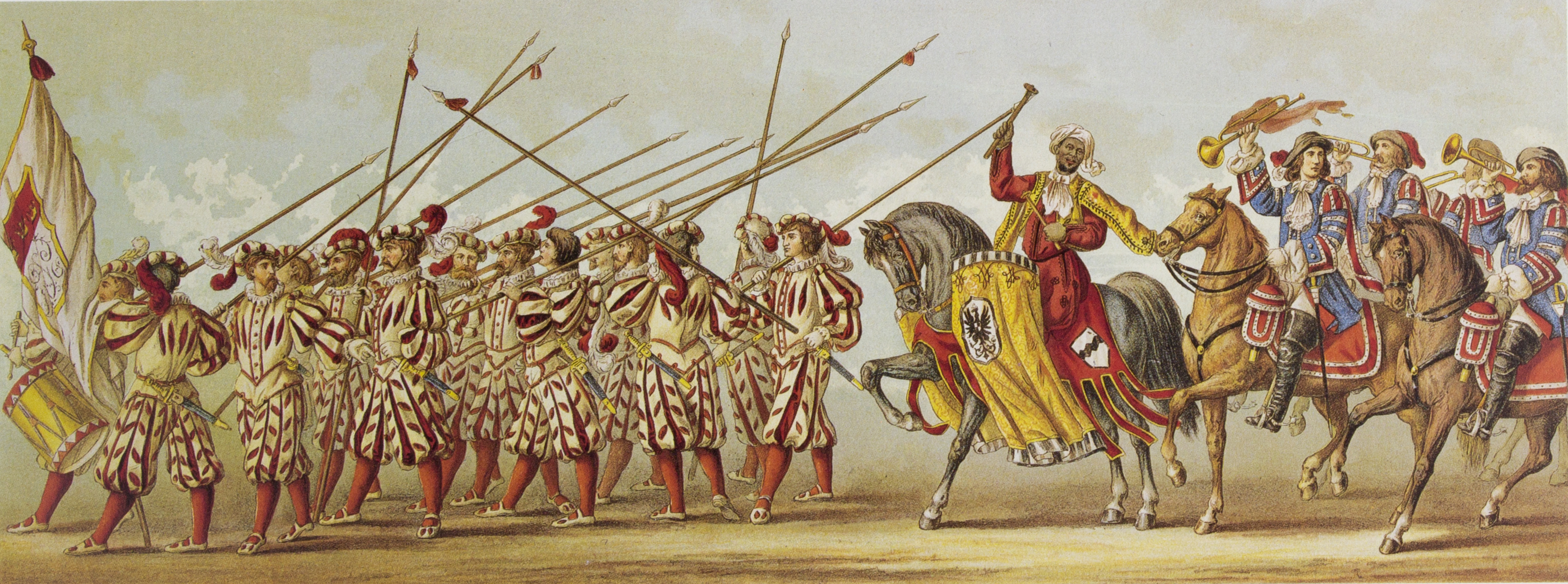
Landsknechte und berittenes Trompeterkorps, Tony Avenarius 1880, Tafel XXV

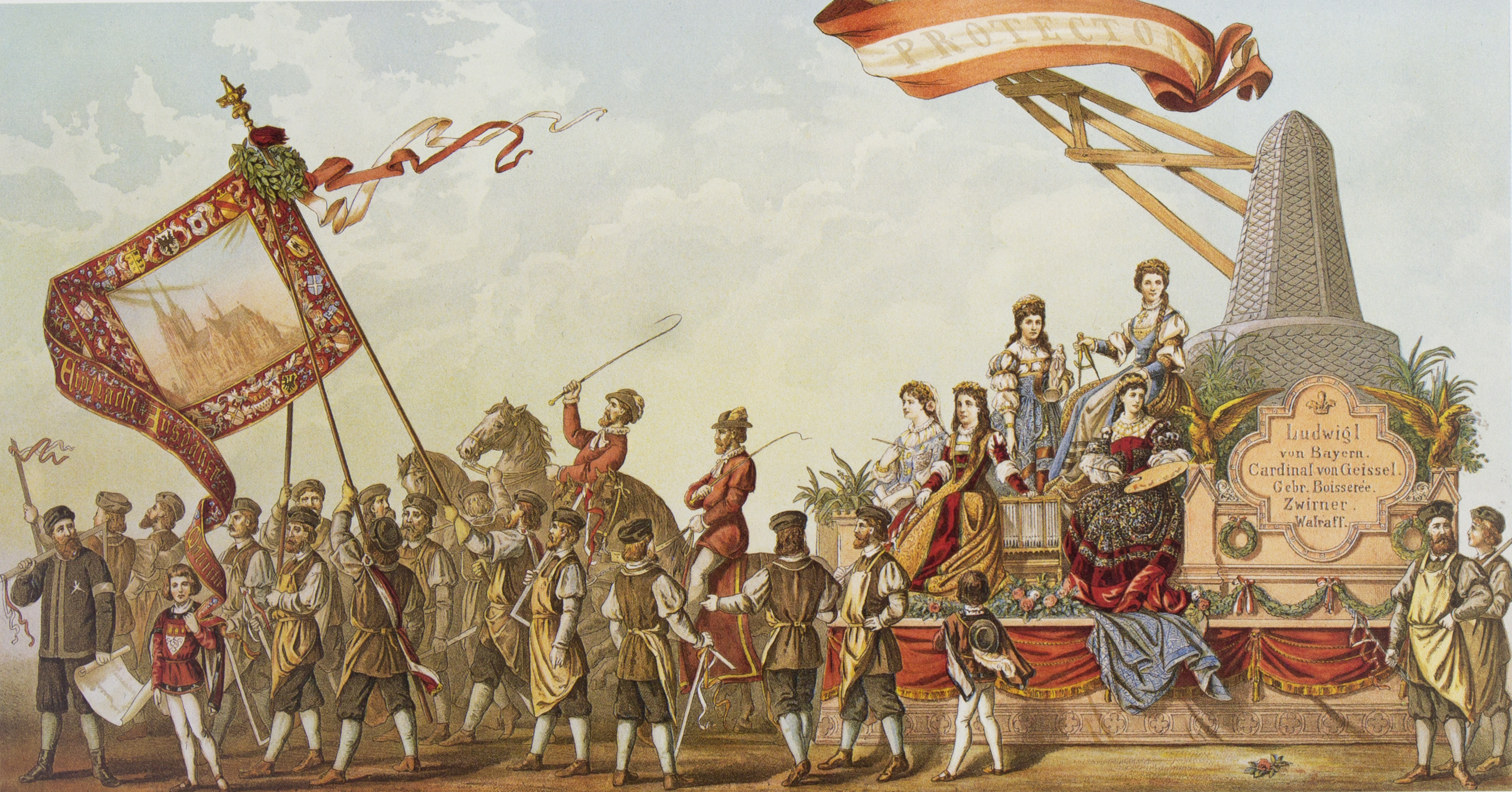
Domkran, Tony Avenarius 1880, Tafel XXVII

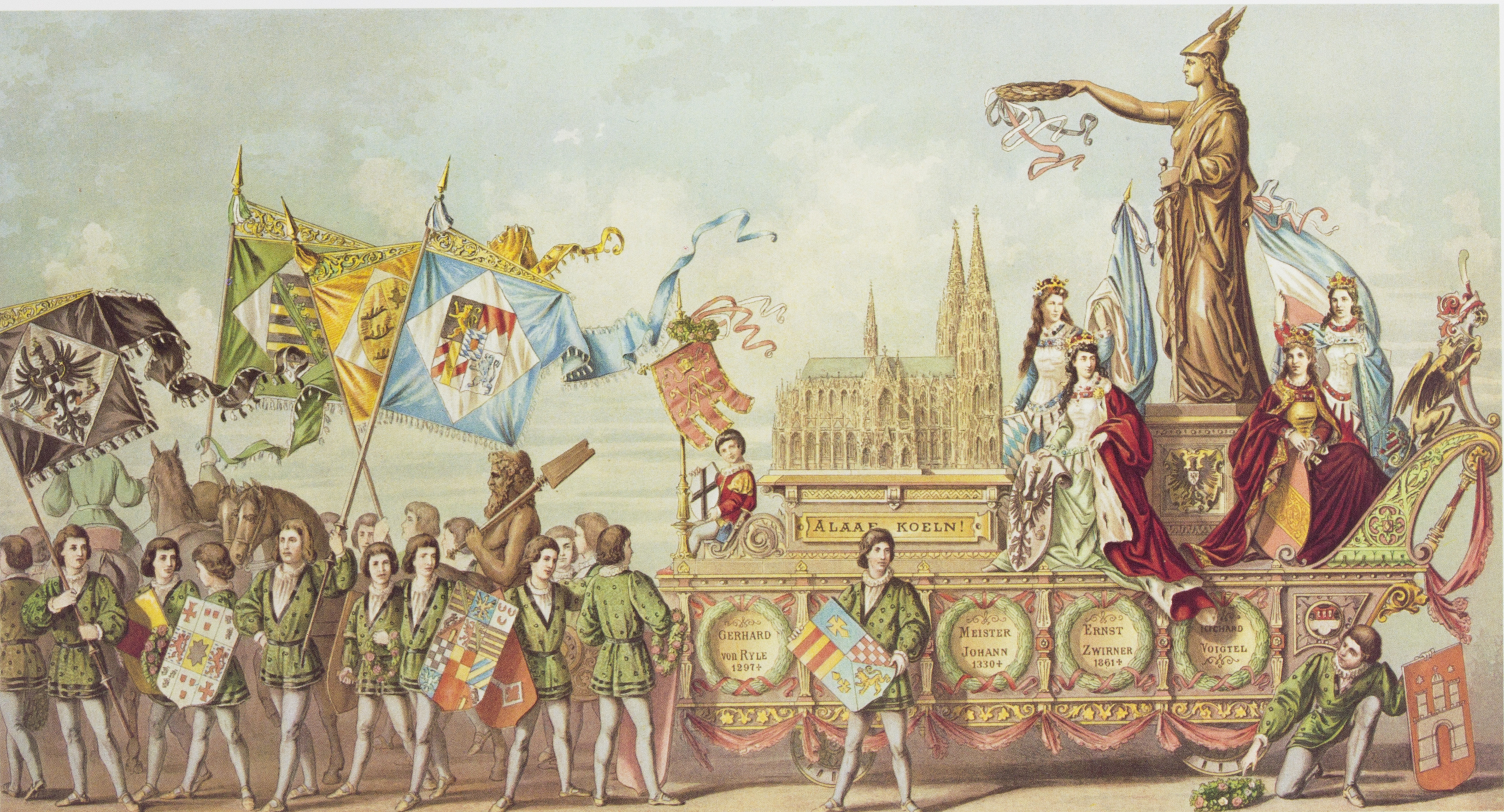
Germania, Tony Avenarius 1880, Tafel XXVIII

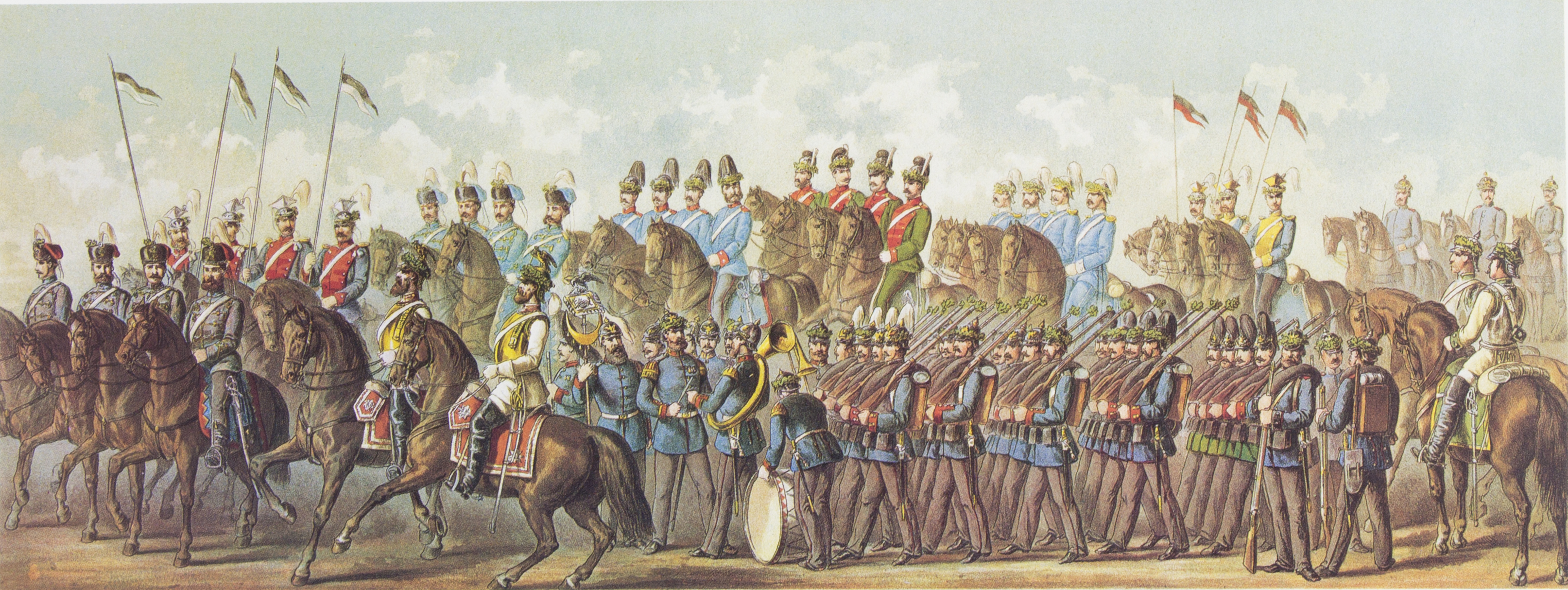
Die Wacht am Rhein mit Soldaten verschiedener Waffengattungen in Paradeuniformen, Tony Avenarius 1880, Tafel XXIX

Die dritte Abteilung wurde von Wilhelm Camphausen, Professor an der Kunstakademie Düsseldorf und künstlerischer Gesamtleiter des Festzugs, arrangiert. Sie stellte dicht gedrängt die Jahrhunderte des Stillstands und die Jahrzehnte des Weiterbaus bis zur Vollendung des Kölner Domes dar.
Einer Gruppe von Landsknechten folgten ein berittenes Trompeterkorps und der Herold (der Zinnwarenfabrikant Engelbert Kayser) zu Pferd, mit Bannerträger und in Begleitung einer Gruppe von Reitern (Hugo Traine, Aug. Erlenwein, J. Ferrenholz, Hermann Hofmann, der Brauer Peter Balchem, Ferdinand Müll und F. Scharnberger) als Ehrenwache. Der fünfte Festwagen war vom Kölner Baumeister Deutz entworfen worden. Er zeigte eine Nachbildung des hölzernen Domkrans, der sich seit dem 14. Jahrhundert auf der Spitze des Südturms befunden hatte und bis zu seinem Abbau im März 1868 gleichermaßen Wahrzeichen der Stadt Köln und Symbol des Stillstands geworden war. Von der Auslegerspitze des Domkrans wehte eine rot-weiße Fahne mit der Aufschrift Protector, zu Ehren des preußischen Königs Friedrich Wilhelm IV. Auf dem Wagen fuhren die allegorische Darstellungen der Künste mit: Architektur (Frl. Claasen), Malerei (Frl. Feist), Bildhauerei (Frl. Müller II.), Poesie (Johanna Reincke-Weyden) und Musik (Frl. Müller I.). Der Festwagen wurde von den Handwerkern der Kölner Dombauhütte begleitet, die die Vereinsfahne des Zentral-Dombau-Vereins mitführten.
Der sechste und letzte Festwagen, nach dem Entwurf von Christian Mohr, zeigte ein Modell des vollendeten Kölner Domes, überragt von einer Darstellung der Germania, die schützend ihre Hand über ihn hält. Zu ihren Füßen saßen allegorische Darstellungen einiger Rheinstaaten: Borussia (Frl. Fanny Meuser), Bavaria (Frl. Lina Weithoff), Badenia (Frl. Frieda Buddecke) und Hansa (Frl. Helene Mohr). Vor dem Westportal des Domes saß ein Page mit dem Wappen des Domkapitels (Egm. Thewalt). Der Festwagen wurde von Pagen mit den Wappen und Fahnen der deutschen Reichslande begleitet, die vom Kölner Turnverein gestellt wurden. Mit den auf den Wagen der Germania folgenden letzten Teilnehmern des Festzuges war die Gegenwart erreicht, die Wacht am Rhein wurde nicht von kostümierten Teilnehmern, sondern von Soldaten verschiedener militärischer Einheiten des ganzen Deutschen Reichs in ihren Paradeuniformen gebildet.

## Durchführung
Für den Festzug wurde der Weg des seit 1823 alljährlich in Köln stattfindenden Kölner Rosenmontagszuges gewählt. Am 16. Oktober 1880 begann um 8 Uhr die Aufstellung auf dem Neumarkt, zugleich versammelte sich am Zugweg im Bereich des Doms und vor dem Zelt des Kaisers eine große Menschenmenge. Der Kaiser und die Kaiserin trafen gegen 11 Uhr am Kaiserpavillon ein. Nur wenig später erreichte auch der Festzug den Dom und zog am Kaiser vorbei. Mit Ausnahme einer Pause von etwa einer Viertelstunde, als sich der erste Festwagen vor dem Kaiserzelt festgefahren hatte und von Helfern freigemacht werden musste, verlief das Defilée ohne Störungen. Der künstlerische Leiter des Festzuges, Wilhelm Camphausen, befand sich beim Kaiserpaar und gab Erläuterungen zu Wagen und Fußgruppen des Zuges. Zum Abschluss, beim Vorbeimarsch der militärischen Einheiten, läutete die Kaiserglocke des Kölner Doms, die aus erbeuteten französischen Geschützrohren des Deutsch-Französischen Krieges von 1870 bis 1871 gegossene worden war.
Auf diesen ersten Durchgang folgte eine Zeremonie, mit der der verstorbene König Friedrich Wilhelm IV. als Förderer der Domvollendung geehrt wurde. Junge Männer in historischen Trachten und weißgekleidete Fahnenschwenker versammelten sich um die monumentale Büste des Königs gegenüber dem Kaiserpavillon und legten Kränze nieder. Dazu sang ein Knabenchor Hymnen zur Huldigung des Königs, während die Gäste einschließlich des Kaisers sich erhoben hatten.
Nach der Zeremonie fragte der Kölner Oberbürgermeister Hermann Heinrich Becker den Kaiser, ob er den Festzug ein zweites Mal sehen wolle. Der Kaiser bejahte das und der vorsorglich in der Nähe erneut aufgestellte Zug zog erneut am Kaiserpavillon vorbei. Dieses Mal erhob sich das Kaiserpaar und ging bis an den Zugweg, gefolgt von den übrigen regierenden deutschen Fürsten, dem preußischen Offizierskorps und den ausländischen Diplomaten. Oberbürgermeister Becker gab dem Kaiserpaar beim zweiten Vorbeizug Erläuterungen zu den Motiven des Festzugs und zur Stadtgeschichte.

## Dokumentation

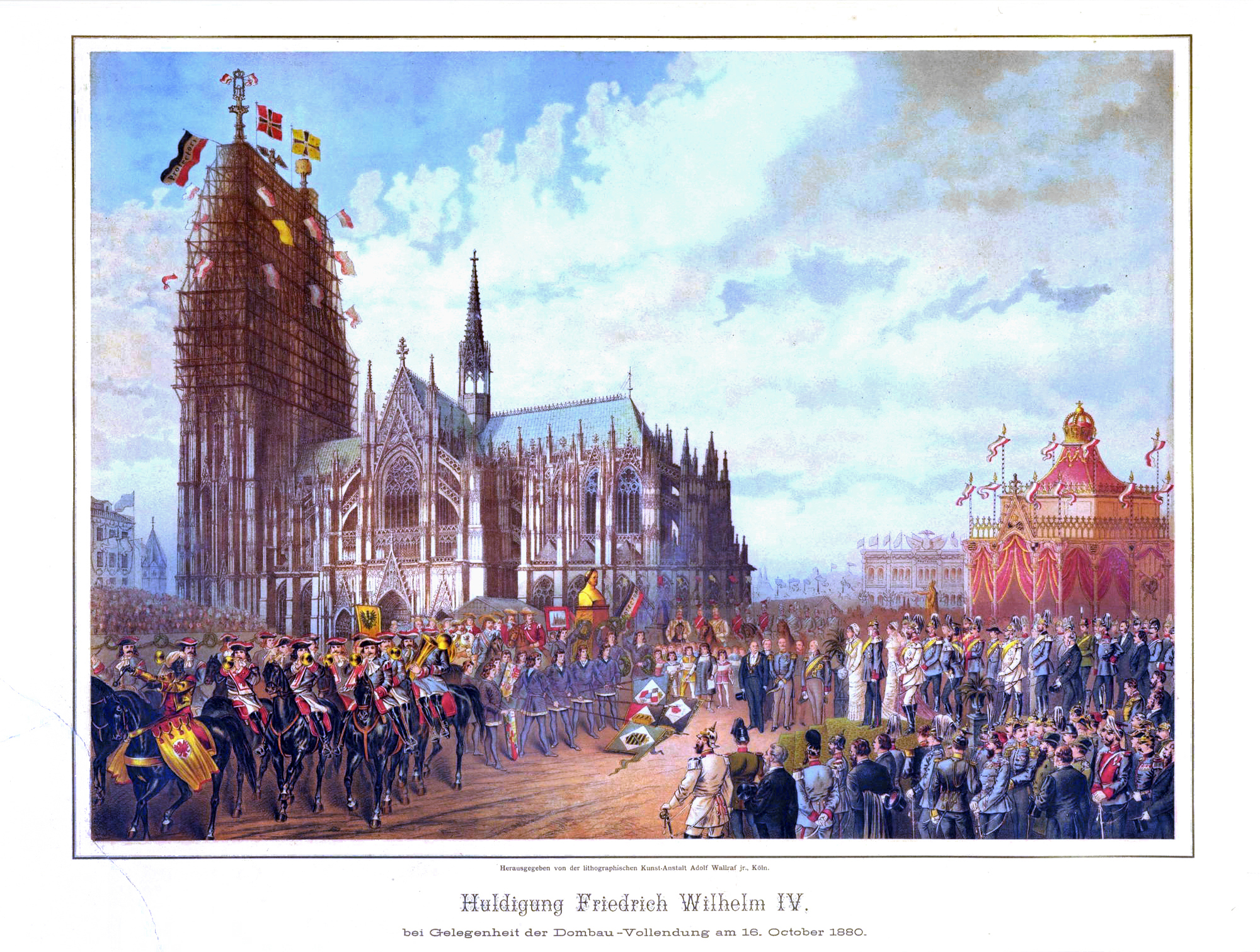
Huldigung König Friedrich Wilhelm IV., Lithografie aus der Mappe von Adolf Wallraf, 1880

Bereits vor den Feierlichkeiten wurde vom Festzugkomitee ein Leporelloalbum mit 16 von Fritz Roeber und Wilhelm Beckmann gezeichneten Seiten herausgegeben, das den Zuschauern als Erklärung für die Elemente des Zuges und als Erinnerungsstück dienen sollte.

### Lithografien
Seit der Mitte des 19. Jahrhunderts wurden bedeutende Festzüge mit teilweise sehr umfangreichen Serien von Lithografen dokumentiert. Der Lithograf Adolf Wallraf gab noch 1880 eine Mappe mit 21 Lithografien zum Kölner Festzug im Selbstverlag heraus, deren Blätter eine lebhafte Darstellung des Geschehens zeigten, aber in Bezug auf einzelne Personen wenig detailliert und unsauber gedruckt waren.
Der Kölner Grafiker Tony Avenarius hatte eine Mappe mit 29 großformatigen Farblithografien mit Darstellungen des Festzugs gestaltet, die ebenfalls 1880 herausgegeben wurde. Avenarius’ Vorbild war eine Mappe mit 46 Chromolithografien von Eduard Stadlin, die 1879 zur Dokumentation des Wiener Festzugs erschienen war. Für seine Arbeit standen Avenarius Erinnerungsfotos zahlreicher Zugteilnehmer zur Verfügung, deren Posen und Gesichtszüge detailliert übernommen wurden. Die lithografischen Darstellungen Avenarius’ stießen allerdings in Bezug auf zahlreiche Fehler wie falsche heraldische Farben und Figuren oder vollständig falsche Wappen auf Kritik, die sich vor allem gegen die unverändert übernommenen ursprünglichen Entwürfe richtete. Die Serie von Avenarius gilt als künstlerisch gelungener und zeichnet sich dadurch aus, dass sie insbesondere für die prominenten Zugteilnehmer einen hohen Wiedererkennungswert besitzt.

### Fotografien

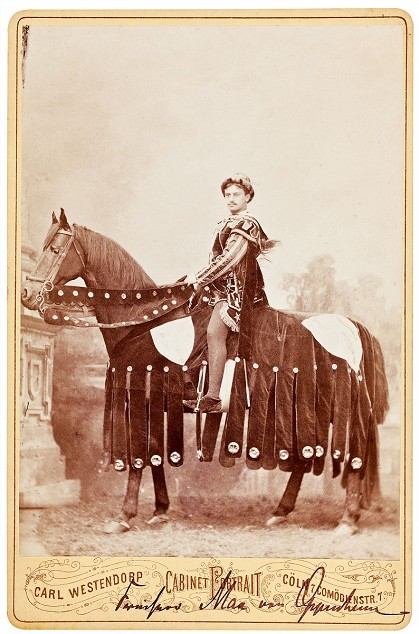
Max von Oppenheim als von der Aducht, Fotograf Carl Westendorp, 1880

Fotografien des eigentlichen Festzugs sind nicht bekannt, es existieren jedoch Fotos des Kaiserzelts auf dem Domhof. Johann Joseph Fischer erbat von den Zugteilnehmern über einen Aufruf in der Kölnischen Zeitung Erinnerungsfotografien im Kostüm. Daher gibt es eine Anzahl teilweise handkolorierter Fotografien kostümierter Teilnehmer des Festzugs, die Kölner Fotografen in ihren Ateliers angefertigt hatten. Zu den Fotografen gehörte Carl Westendorp mit seinem Atelier in der Komödienstraße 7, in unmittelbarer Nähe des Doms. Westendorp hatte für Aufnahmen berittener Zugteilnehmer eigens ein Pferd beschafft, mit dem der zwanzigjährige Max von Oppenheim fotografiert wurde. Weitere Aufnahmen stammten von Nicola Tonger, der sein Atelier in der Hohe Straße 45 hatte und das Pferde-Problem mit Fotomontagen löste, und von Fritz Eilender mit einem Atelier in der Breite Straße 86. 34 Fotografien sind 1905 vom Rathaus an das Kölnische Stadtmuseum übergeben worden. Im Laufe der Jahrzehnte kamen weitere Funde hinzu.

### Wandgemälde im Kölner Gürzenich

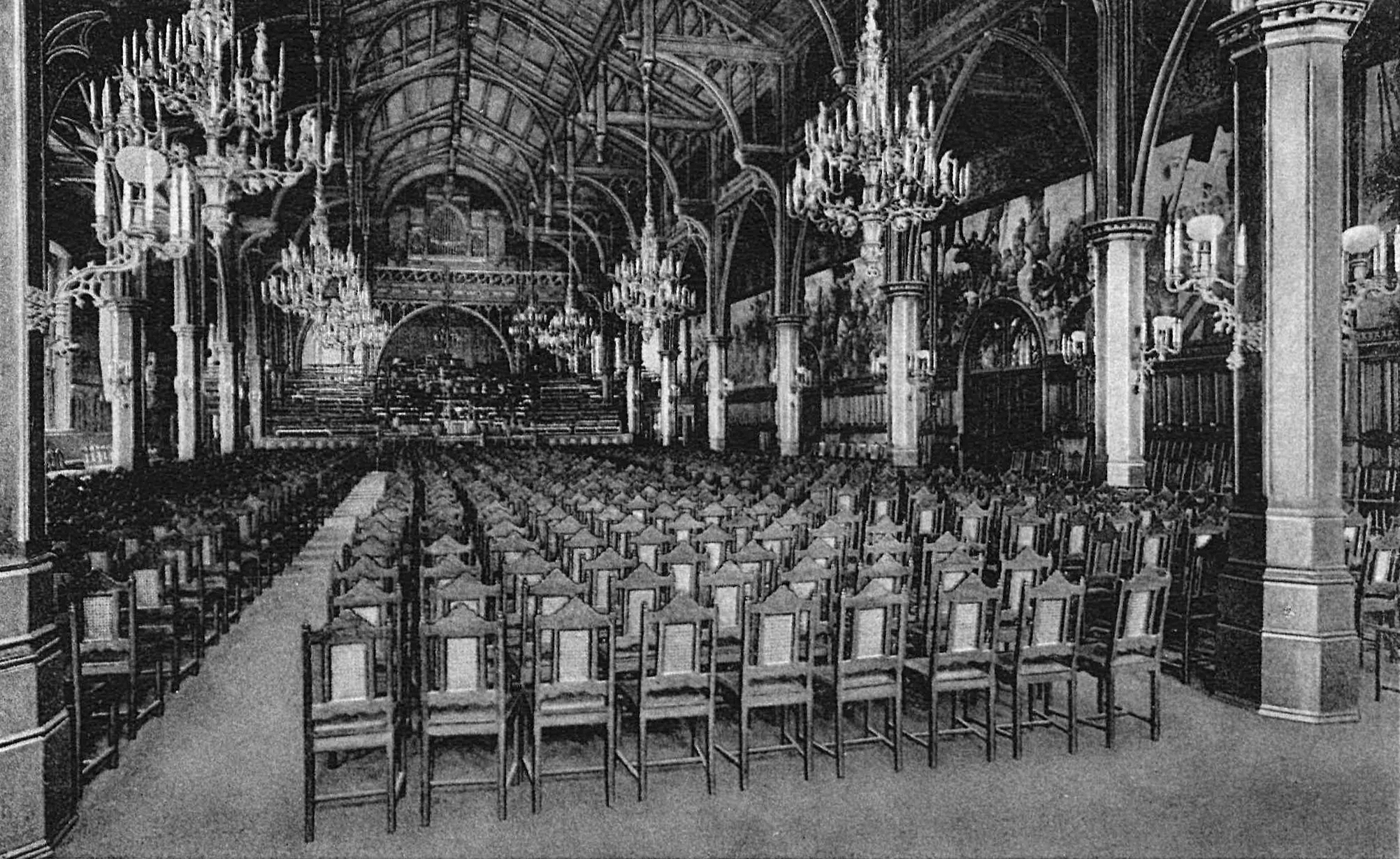
Großer Festsaal des Gürzenich, Wandgemälde an der rechten Seite, um 1900

Die Stadtverordneten beschlossen Ende 1881, den Historischen Festzug als Wandgemälde im großen Festsaal des Kölner Gürzenich für die Nachwelt zu dokumentieren. Die Maler Wilhelm Beckmann, Fritz Roeber, Ernst Roeber, Albert Baur, Wilhelm Camphausen und Adolf Schmitz erstellten die Entwürfe nach ihren bereits für den Festzug verwendeten Originalentwürfen. Anders als bei den unentgeltlich geleisteten Arbeiten für den Festzug sollte den Künstlern nun ein „würdiges Honorar“ gezahlt werden, das sich auf insgesamt 75.000 Mark belief.
Mehr noch als der Zug selbst sollten die Wandgemälde im Festhaus des Kölner Bürgertums ein Denkmal für die einzelnen Zugteilnehmer und für das Kölner Bürgertum insgesamt sein. Die authentische Darstellung einzelner Zugteilnehmer und die Möglichkeit zu ihrer Identifizierung auf den Gemälden war daher ein wichtiges Anliegen der Auftraggeber und der Künstler. Sie wurde nicht durch die Verwendung vorhandener Fotografien, sondern durch Porträtsitzungen mit den Zugteilnehmern in ihren Kostümen erreicht.
Die insgesamt zehn Wandgemälde mit einer Gesamtlänge von 53 Metern waren an der gegenüber der Fensterfront liegenden Längsseite des Festsaals aufgemalt. Sie hatten eine Höhe von jeweils etwa drei Metern, unter ihnen befand sich ein etwa 2,50 Meter hohe Holzvertäfelung, über ihnen eine etwa einen Meter hohe ornamentale Wanddekoration. Die jeweils linken Gemälde der fünf Paare hatten unten eine bogenförmige Aussparung für die halbrunden Fenster über den Einlasstüren des Festsaals. Die Gemäldepaare wurden jeweils von einem Künstler gemalt:
1. Stadtherold, Kölner Reisige, Bürgermeister, Schöffen und der Dreikönigenschrein (Fritz Roeber)
2. Ritter, König Wilhelm von Holland und Kardinal Capocci mit Gefolge (Ernst Roeber, datiert August 1884)
3. Helden der Kölner Stadtgeschichte, Bogenschützen, Kampfwagen der Schlacht von Worringen (Albert Baur)
4. Wagen mit der Hansekogge, Erzbischof Heinrich von Virneburg, Herzoge und Kölner Patrizier, Wagen mit dem vollendeten Domchor (Wilhelm Beckmann)
5. „Brandenburger Zeit“, Festwagen mit Domkran und Germania (Wilhelm Camphausen)[23][30]

Der seit 1854 durchgeführte Umbau des mittelalterlichen Gürzenich wurde 1885 abgeschlossen. Die Wandgemälde dürften zu diesem Zeitpunkt fertiggestellt gewesen sein. Sie wurden während des Zweiten Weltkriegs mit dem Gürzenich durch Bombentreffer zerstört. Obgleich kein vollständiges fotografisches Inventar existiert, konnte das Aussehen aller Wandgemälde mithilfe erhaltener Entwurfszeichnungen, Gemälde, Lithografien und Fotos rekonstruiert werden. Das überlieferte Bildmaterial befindet sich überwiegend in den Beständen des Kölner Dombauarchivs und des Kölnischen Stadtmuseums, zu einem geringen Teil auch in Privatbesitz.

## Rezeption

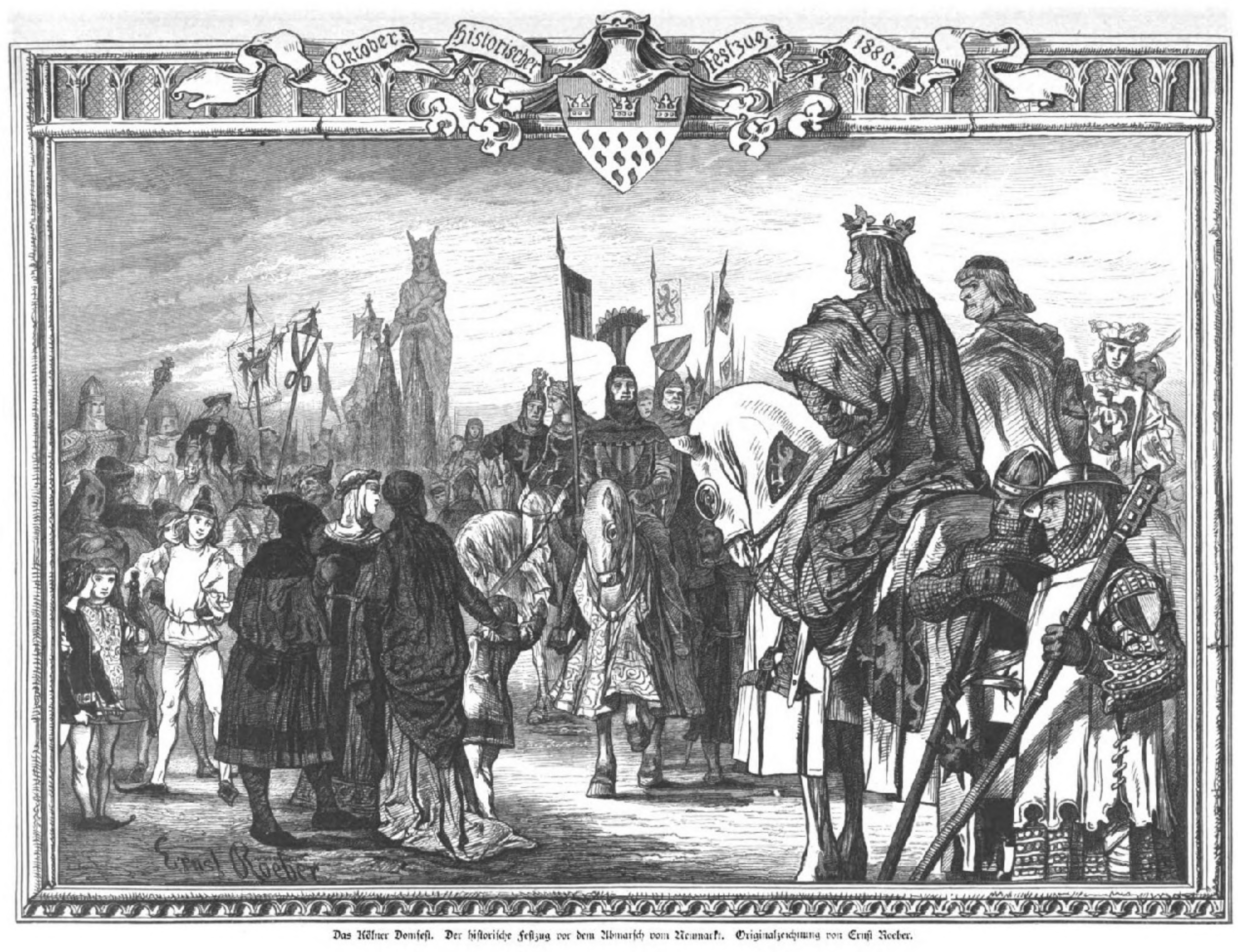
Der historische Festzug vor dem Abmarsch vom Neumarkt, Illustration nach Ernst Roeber, 1880. Im Hintergrund der Festwagen mit der Germania.

Die überwiegend nationalliberale deutsche Presse berichtete begeistert über den Festzug, oft mit großformatigen Illustrationen. In der Illustrirten Zeitung erschienen reich bebilderte Berichte, und für eine Illustration in der Wochenzeitung Über Land und Meer diente eine Zeichnung von Ernst Roeber als Vorlage. Auch im Ausland erschienen umfangreiche Berichte über das Ereignis, so im britischen illustrierten Wochenmagazin The Graphic mit einem ganzseitigen Holzschnitt in der Ausgabe vom 23. September 1880.
In der Berichterstattung protestantischer Blätter wurde nur am Rande erwähnt, dass der katholische Klerus den Feierlichkeiten ferngeblieben war. Sie schilderten den Festzug als Höhepunkt eines patriotischen Festes und hoben den protestantischen Charakter des Dombaufestes, die Mitwirkung der protestantischen Kölner Dombaumeister Ernst Friedrich Zwirner und Richard Voigtel und die Förderung durch die Protestanten Friedrich Wilhelm IV. und Kaiser Wilhelms I. hervor.
Kritik wurde von verschiedenen Seiten geäußert. Dazu gehörten in erster Linie die katholische Kirche und die ihr nahestehende Presse. Die Kölnische Zeitung wies bereits vor dem Festzug darauf hin, dass erstmals ein Dombaufest ohne den Kölner Erzbischof stattfinde. Die Katholische Zeitung lieferte auf der Titelseite ihrer Ausgabe vom 16. Oktober 1880 eine Kritische Beschreibung des Historischen Festzugs zur Domvollendung aus katholischer Sicht. Darin wurde kritisiert, dass die Erzbischöfe Konrad von Hochstaden und Heinrich von Virneburg als weltliche Landesfürsten gekleidet waren, und dass Albertus Magnus, dem seinerzeit noch der Entwurf des Domes zugeschrieben wurde, nicht einmal am Rande erwähnt wurde. Auch die Kölnische Volkszeitung als Blatt der Deutschen Zentrumspartei äußerte sich abfällig über den Festzug und das erkennbare Bemühen, den Dombau ohne jeden Bezug zur katholischen Kirche darzustellen. Die Germania, das Parteiorgan der Zentrumspartei, stellte eine zunächst nicht entgegengenommene und später abgelehnte Eingabe der rheinischen Katholiken an den Kaiser in den Vordergrund, die dem Kölner Erzbischof Paulus Melchers die Rückkehr aus dem Exil und die Teilnahme am Dombaufest ermöglichen sollte. August Reichensperger, ein führendes Mitglied des Zentral-Dombau-Vereins und langjähriger Förderer der Domvollendung, gehörte zu jenen Kölner Katholiken, die angesichts der Umstände der Feierlichkeiten eine würdige Zurückhaltung zeigen wollten.
Vereinzelt kam es zu antisemitischen Ausfällen. Die Mayener Volkszeitung, das Organ der katholischen Zentrumspartei für den Kreis Mayen, kritisierte auf ihrer Titelseite vom 5. Oktober 1880 „daß in einem Festzuge zur Feier des Domes in dem katholischen Köln dreiviertel Semiten vertreten seien […] bei der Domfeier Juden die erste Rolle spielen und als die Repräsentanten des Kölner Bürgerthums auftreten. Die Hauptdarsteller sind Juden! Von den 42 Damen der sog. haute volée, oder besser gesagt der Geldaristocratie, […] sind mehr als die Hälfte Jüdinnen. Die Ritter […] sind fast ausschließlich Juden, - und nun denke man sich diese ‘Helden’ in Helm und Panzer, als die Repräsentaten der alten deutschen Ritter und Recken!“
Von Seiten der Sozialdemokraten wurde 1882 im Zusammenhang mit der aus dem städtischen Haushalt bezuschussten Anfertigung der Wandmalerei im Gürzenich die Selbstdarstellung des Bürgertums auf Kosten der Allgemeinheit angeprangert.
Im Januar und Februar 1881 veröffentlichte die Kölnische Zeitung einen Fortsetzungsroman von Ernst Pasqué unter dem Titel Das Dombaufest zu Köln. Eine Erzählung aus den Oktobertagen des Jahres 1880. Der Festzug bildet darin den Rahmen der Handlung. Der Historische Festzug ist Gegenstand der Kapitel 9 und 10 in dem Roman Alaaf Kölle. En Schelderei us großer Zick von Wilhelm Schneider-Clauß, einem Klassiker der Kölner Mundartliteratur.

## Finanzierung
Bereits wenige Tage nach der Konstituierung des Festzugkomitee und seinem öffentlichen Spendenaufruf vom 12. September 1880 war die Finanzierung des Festzugs gesichert. Die Kosten beliefen sich auf 140.000 Mark, bei einem jährlichen Pro-Kopf-Einkommen in Preußen von nur 360 Mark. Im Jahr 1873 waren für den Dombau insgesamt 650.000 Mark aufgewendet worden. Alleine die in Belgien gekauften Kostüme kosteten 20.000 Francs, denen allerdings Einnahmen aus dem Kostümverkauf nach Belgien und an das Theater in Köln von 15.000 Mark gegenüberstanden. Die Schlussabrechnung des Festzugkomitees wies nach Gegenüberstellung aller Ausgaben und Einnahmen einen Überschuss von 50.000 Mark aus. Dieser Betrag wurde vom Festzugkomitee für die Anfertigung der Wandgemälde im Gürzenich bereitgestellt. Im Februar 1882 bewilligte die Stadtverordneten-Versammlung für diesen Zweck einen Zuschuss von 25.000 Mark.